# 2001
Portal Geschichte | Portal Biografien | Aktuelle Ereignisse | Jahreskalender | Tagesartikel

◄ |
20. Jahrhundert |
21. Jahrhundert

◄ |
1970er |
1980er |
1990er |
2000er
| 2010er | 2020er | 2030er | ►

◄◄ |
◄ |
1997 |
1998 |
1999 |
2000 |
2001
| 2002 | 2003 | 2004 | 2005 | ► | ►►
 Jan.
| Feb.
| Mär.
| Apr.
| Mai
| Jun.
| Jul.
| Aug.
| Sep.
| Okt.
| Nov.
| Dez.
Staatsoberhäupter · Wahlen · Nekrolog  · Literaturjahr · Musikjahr · Filmjahr · Rundfunkjahr · Sportjahr
| Januar | Januar | Januar | Januar | Januar | Januar | Januar | Januar |
| Kw     | Mo     | Di     | Mi     | Do     | Fr     | Sa     | So     |
| ------ | ------ | ------ | ------ | ------ | ------ | ------ | ------ |
| 1      | 1      | 2      | 3      | 4      | 5      | 6      | 7      |
| 2      | 8      | 9      | 10     | 11     | 12     | 13     | 14     |
| 3      | 15     | 16     | 17     | 18     | 19     | 20     | 21     |
| 4      | 22     | 23     | 24     | 25     | 26     | 27     | 28     |
| 5      | 29     | 30     | 31     |        |        |        |        |

| Februar | Februar | Februar | Februar | Februar | Februar | Februar | Februar |
| Kw      | Mo      | Di      | Mi      | Do      | Fr      | Sa      | So      |
| ------- | ------- | ------- | ------- | ------- | ------- | ------- | ------- |
| 5       |         |         |         | 1       | 2       | 3       | 4       |
| 6       | 5       | 6       | 7       | 8       | 9       | 10      | 11      |
| 7       | 12      | 13      | 14      | 15      | 16      | 17      | 18      |
| 8       | 19      | 20      | 21      | 22      | 23      | 24      | 25      |
| 9       | 26      | 27      | 28      |         |         |         |         |

| März | März | März | März | März | März | März | März |
| Kw   | Mo   | Di   | Mi   | Do   | Fr   | Sa   | So   |
| ---- | ---- | ---- | ---- | ---- | ---- | ---- | ---- |
| 9    |      |      |      | 1    | 2    | 3    | 4    |
| 10   | 5    | 6    | 7    | 8    | 9    | 10   | 11   |
| 11   | 12   | 13   | 14   | 15   | 16   | 17   | 18   |
| 12   | 19   | 20   | 21   | 22   | 23   | 24   | 25   |
| 13   | 26   | 27   | 28   | 29   | 30   | 31   |      |

| April | April | April | April | April | April | April | April |
| Kw    | Mo    | Di    | Mi    | Do    | Fr    | Sa    | So    |
| ----- | ----- | ----- | ----- | ----- | ----- | ----- | ----- |
| 13    |       |       |       |       |       |       | 1     |
| 14    | 2     | 3     | 4     | 5     | 6     | 7     | 8     |
| 15    | 9     | 10    | 11    | 12    | 13    | 14    | 15    |
| 16    | 16    | 17    | 18    | 19    | 20    | 21    | 22    |
| 17    | 23    | 24    | 25    | 26    | 27    | 28    | 29    |
| 18    | 30    |       |       |       |       |       |       |

| Mai | Mai | Mai | Mai | Mai | Mai | Mai | Mai |
| Kw  | Mo  | Di  | Mi  | Do  | Fr  | Sa  | So  |
| --- | --- | --- | --- | --- | --- | --- | --- |
| 18  |     | 1   | 2   | 3   | 4   | 5   | 6   |
| 19  | 7   | 8   | 9   | 10  | 11  | 12  | 13  |
| 20  | 14  | 15  | 16  | 17  | 18  | 19  | 20  |
| 21  | 21  | 22  | 23  | 24  | 25  | 26  | 27  |
| 22  | 28  | 29  | 30  | 31  |     |     |     |

| Juni | Juni | Juni | Juni | Juni | Juni | Juni | Juni |
| Kw   | Mo   | Di   | Mi   | Do   | Fr   | Sa   | So   |
| ---- | ---- | ---- | ---- | ---- | ---- | ---- | ---- |
| 22   |      |      |      |      | 1    | 2    | 3    |
| 23   | 4    | 5    | 6    | 7    | 8    | 9    | 10   |
| 24   | 11   | 12   | 13   | 14   | 15   | 16   | 17   |
| 25   | 18   | 19   | 20   | 21   | 22   | 23   | 24   |
| 26   | 25   | 26   | 27   | 28   | 29   | 30   |      |

| Juli | Juli | Juli | Juli | Juli | Juli | Juli | Juli |
| Kw   | Mo   | Di   | Mi   | Do   | Fr   | Sa   | So   |
| ---- | ---- | ---- | ---- | ---- | ---- | ---- | ---- |
| 26   |      |      |      |      |      |      | 1    |
| 27   | 2    | 3    | 4    | 5    | 6    | 7    | 8    |
| 28   | 9    | 10   | 11   | 12   | 13   | 14   | 15   |
| 29   | 16   | 17   | 18   | 19   | 20   | 21   | 22   |
| 30   | 23   | 24   | 25   | 26   | 27   | 28   | 29   |
| 31   | 30   | 31   |      |      |      |      |      |

| August | August | August | August | August | August | August | August |
| Kw     | Mo     | Di     | Mi     | Do     | Fr     | Sa     | So     |
| ------ | ------ | ------ | ------ | ------ | ------ | ------ | ------ |
| 31     |        |        | 1      | 2      | 3      | 4      | 5      |
| 32     | 6      | 7      | 8      | 9      | 10     | 11     | 12     |
| 33     | 13     | 14     | 15     | 16     | 17     | 18     | 19     |
| 34     | 20     | 21     | 22     | 23     | 24     | 25     | 26     |
| 35     | 27     | 28     | 29     | 30     | 31     |        |        |

| September | September | September | September | September | September | September | September |
| Kw        | Mo        | Di        | Mi        | Do        | Fr        | Sa        | So        |
| --------- | --------- | --------- | --------- | --------- | --------- | --------- | --------- |
| 35        |           |           |           |           |           | 1         | 2         |
| 36        | 3         | 4         | 5         | 6         | 7         | 8         | 9         |
| 37        | 10        | 11        | 12        | 13        | 14        | 15        | 16        |
| 38        | 17        | 18        | 19        | 20        | 21        | 22        | 23        |
| 39        | 24        | 25        | 26        | 27        | 28        | 29        | 30        |

| Oktober | Oktober | Oktober | Oktober | Oktober | Oktober | Oktober | Oktober |
| Kw      | Mo      | Di      | Mi      | Do      | Fr      | Sa      | So      |
| ------- | ------- | ------- | ------- | ------- | ------- | ------- | ------- |
| 40      | 1       | 2       | 3       | 4       | 5       | 6       | 7       |
| 41      | 8       | 9       | 10      | 11      | 12      | 13      | 14      |
| 42      | 15      | 16      | 17      | 18      | 19      | 20      | 21      |
| 43      | 22      | 23      | 24      | 25      | 26      | 27      | 28      |
| 44      | 29      | 30      | 31      |         |         |         |         |

| November | November | November | November | November | November | November | November |
| Kw       | Mo       | Di       | Mi       | Do       | Fr       | Sa       | So       |
| -------- | -------- | -------- | -------- | -------- | -------- | -------- | -------- |
| 44       |          |          |          | 1        | 2        | 3        | 4        |
| 45       | 5        | 6        | 7        | 8        | 9        | 10       | 11       |
| 46       | 12       | 13       | 14       | 15       | 16       | 17       | 18       |
| 47       | 19       | 20       | 21       | 22       | 23       | 24       | 25       |
| 48       | 26       | 27       | 28       | 29       | 30       |          |          |

| Dezember | Dezember | Dezember | Dezember | Dezember | Dezember | Dezember | Dezember |
| Kw       | Mo       | Di       | Mi       | Do       | Fr       | Sa       | So       |
| -------- | -------- | -------- | -------- | -------- | -------- | -------- | -------- |
| 48       |          |          |          |          |          | 1        | 2        |
| 49       | 3        | 4        | 5        | 6        | 7        | 8        | 9        |
| 50       | 10       | 11       | 12       | 13       | 14       | 15       | 16       |
| 51       | 17       | 18       | 19       | 20       | 21       | 22       | 23       |
| 52       | 24       | 25       | 26       | 27       | 28       | 29       | 30       |
| 1        | 31       |          |          |          |          |          |          |

| Januar | Januar | Januar | Januar | Januar | Januar | Januar | Januar |
| Kw     | Mo     | Di     | Mi     | Do     | Fr     | Sa     | So     |
| ------ | ------ | ------ | ------ | ------ | ------ | ------ | ------ |
| 1      | 1      | 2      | 3      | 4      | 5      | 6      | 7      |
| 2      | 8      | 9      | 10     | 11     | 12     | 13     | 14     |
| 3      | 15     | 16     | 17     | 18     | 19     | 20     | 21     |
| 4      | 22     | 23     | 24     | 25     | 26     | 27     | 28     |
| 5      | 29     | 30     | 31     |        |        |        |        |

| Februar | Februar | Februar | Februar | Februar | Februar | Februar | Februar |
| Kw      | Mo      | Di      | Mi      | Do      | Fr      | Sa      | So      |
| ------- | ------- | ------- | ------- | ------- | ------- | ------- | ------- |
| 5       |         |         |         | 1       | 2       | 3       | 4       |
| 6       | 5       | 6       | 7       | 8       | 9       | 10      | 11      |
| 7       | 12      | 13      | 14      | 15      | 16      | 17      | 18      |
| 8       | 19      | 20      | 21      | 22      | 23      | 24      | 25      |
| 9       | 26      | 27      | 28      |         |         |         |         |

| März | März | März | März | März | März | März | März |
| Kw   | Mo   | Di   | Mi   | Do   | Fr   | Sa   | So   |
| ---- | ---- | ---- | ---- | ---- | ---- | ---- | ---- |
| 9    |      |      |      | 1    | 2    | 3    | 4    |
| 10   | 5    | 6    | 7    | 8    | 9    | 10   | 11   |
| 11   | 12   | 13   | 14   | 15   | 16   | 17   | 18   |
| 12   | 19   | 20   | 21   | 22   | 23   | 24   | 25   |
| 13   | 26   | 27   | 28   | 29   | 30   | 31   |      |

| April | April | April | April | April | April | April | April |
| Kw    | Mo    | Di    | Mi    | Do    | Fr    | Sa    | So    |
| ----- | ----- | ----- | ----- | ----- | ----- | ----- | ----- |
| 13    |       |       |       |       |       |       | 1     |
| 14    | 2     | 3     | 4     | 5     | 6     | 7     | 8     |
| 15    | 9     | 10    | 11    | 12    | 13    | 14    | 15    |
| 16    | 16    | 17    | 18    | 19    | 20    | 21    | 22    |
| 17    | 23    | 24    | 25    | 26    | 27    | 28    | 29    |
| 18    | 30    |       |       |       |       |       |       |

| Mai | Mai | Mai | Mai | Mai | Mai | Mai | Mai |
| Kw  | Mo  | Di  | Mi  | Do  | Fr  | Sa  | So  |
| --- | --- | --- | --- | --- | --- | --- | --- |
| 18  |     | 1   | 2   | 3   | 4   | 5   | 6   |
| 19  | 7   | 8   | 9   | 10  | 11  | 12  | 13  |
| 20  | 14  | 15  | 16  | 17  | 18  | 19  | 20  |
| 21  | 21  | 22  | 23  | 24  | 25  | 26  | 27  |
| 22  | 28  | 29  | 30  | 31  |     |     |     |

| Juni | Juni | Juni | Juni | Juni | Juni | Juni | Juni |
| Kw   | Mo   | Di   | Mi   | Do   | Fr   | Sa   | So   |
| ---- | ---- | ---- | ---- | ---- | ---- | ---- | ---- |
| 22   |      |      |      |      | 1    | 2    | 3    |
| 23   | 4    | 5    | 6    | 7    | 8    | 9    | 10   |
| 24   | 11   | 12   | 13   | 14   | 15   | 16   | 17   |
| 25   | 18   | 19   | 20   | 21   | 22   | 23   | 24   |
| 26   | 25   | 26   | 27   | 28   | 29   | 30   |      |

| Juli | Juli | Juli | Juli | Juli | Juli | Juli | Juli |
| Kw   | Mo   | Di   | Mi   | Do   | Fr   | Sa   | So   |
| ---- | ---- | ---- | ---- | ---- | ---- | ---- | ---- |
| 26   |      |      |      |      |      |      | 1    |
| 27   | 2    | 3    | 4    | 5    | 6    | 7    | 8    |
| 28   | 9    | 10   | 11   | 12   | 13   | 14   | 15   |
| 29   | 16   | 17   | 18   | 19   | 20   | 21   | 22   |
| 30   | 23   | 24   | 25   | 26   | 27   | 28   | 29   |
| 31   | 30   | 31   |      |      |      |      |      |

| August | August | August | August | August | August | August | August |
| Kw     | Mo     | Di     | Mi     | Do     | Fr     | Sa     | So     |
| ------ | ------ | ------ | ------ | ------ | ------ | ------ | ------ |
| 31     |        |        | 1      | 2      | 3      | 4      | 5      |
| 32     | 6      | 7      | 8      | 9      | 10     | 11     | 12     |
| 33     | 13     | 14     | 15     | 16     | 17     | 18     | 19     |
| 34     | 20     | 21     | 22     | 23     | 24     | 25     | 26     |
| 35     | 27     | 28     | 29     | 30     | 31     |        |        |

| September | September | September | September | September | September | September | September |
| Kw        | Mo        | Di        | Mi        | Do        | Fr        | Sa        | So        |
| --------- | --------- | --------- | --------- | --------- | --------- | --------- | --------- |
| 35        |           |           |           |           |           | 1         | 2         |
| 36        | 3         | 4         | 5         | 6         | 7         | 8         | 9         |
| 37        | 10        | 11        | 12        | 13        | 14        | 15        | 16        |
| 38        | 17        | 18        | 19        | 20        | 21        | 22        | 23        |
| 39        | 24        | 25        | 26        | 27        | 28        | 29        | 30        |

| Oktober | Oktober | Oktober | Oktober | Oktober | Oktober | Oktober | Oktober |
| Kw      | Mo      | Di      | Mi      | Do      | Fr      | Sa      | So      |
| ------- | ------- | ------- | ------- | ------- | ------- | ------- | ------- |
| 40      | 1       | 2       | 3       | 4       | 5       | 6       | 7       |
| 41      | 8       | 9       | 10      | 11      | 12      | 13      | 14      |
| 42      | 15      | 16      | 17      | 18      | 19      | 20      | 21      |
| 43      | 22      | 23      | 24      | 25      | 26      | 27      | 28      |
| 44      | 29      | 30      | 31      |         |         |         |         |

| November | November | November | November | November | November | November | November |
| Kw       | Mo       | Di       | Mi       | Do       | Fr       | Sa       | So       |
| -------- | -------- | -------- | -------- | -------- | -------- | -------- | -------- |
| 44       |          |          |          | 1        | 2        | 3        | 4        |
| 45       | 5        | 6        | 7        | 8        | 9        | 10       | 11       |
| 46       | 12       | 13       | 14       | 15       | 16       | 17       | 18       |
| 47       | 19       | 20       | 21       | 22       | 23       | 24       | 25       |
| 48       | 26       | 27       | 28       | 29       | 30       |          |          |

| Dezember | Dezember | Dezember | Dezember | Dezember | Dezember | Dezember | Dezember |
| Kw       | Mo       | Di       | Mi       | Do       | Fr       | Sa       | So       |
| -------- | -------- | -------- | -------- | -------- | -------- | -------- | -------- |
| 48       |          |          |          |          |          | 1        | 2        |
| 49       | 3        | 4        | 5        | 6        | 7        | 8        | 9        |
| 50       | 10       | 11       | 12       | 13       | 14       | 15       | 16       |
| 51       | 17       | 18       | 19       | 20       | 21       | 22       | 23       |
| 52       | 24       | 25       | 26       | 27       | 28       | 29       | 30       |
| 1        | 31       |          |          |          |          |          |          |

Das Jahr 2001 war das erste Jahr des 21. Jahrhunderts. Das prägendste Ereignis waren die Terroranschläge am 11. September auf das World Trade Center und das Pentagon in den USA, bei denen rund 3000 Menschen ums Leben kamen. Die Anschläge werden häufig als historische Zäsur bezeichnet und sorgten sowohl in den USA als auch in Europa für immer noch anhaltende Debatten um innen- wie außenpolitische Veränderungen. Sie führten den Krieg in Afghanistan in eine neue Phase und dienten als Begründung für den zwei Jahre später begonnenen Irakkrieg. Ausgehend von dem Ereignis stiegen die Spannungen zwischen der muslimischen und der westlichen Welt.

## Ereignisse

### Politik und Weltgeschehen

#### Januar
- Januar: das erste Weltsozialforum der Globalisierungsgegner in Porto Alegre, Brasilien
- 01. Januar: Moritz Leuenberger wird Bundespräsident der Schweiz.
- 01. Januar: Griechenland. Beitritt zur Wirtschafts- und Währungsunion – Griechenland ist damit der zwölfte Staat, der den Euro als Buchgeld einführt.
- 02. Januar: Die Bundeswehr beginnt mit der Grundausbildung von Frauen an der Waffe.
- 03. Januar: Erste Sitzung des im November neugewählten US-Repräsentantenhauses sowie des US-Senates. Für die nächsten 17 Tage war ein Ehepaar erstmals in der Geschichte der USA sowohl in der Exekutive (Präsident Bill Clinton) als auch in der Legislative (Senatorin Hillary Clinton) vertreten.
- 06. Januar: Die Thai-Rak-Thai-Partei des Telekomunternehmers Thaksin Shinawatra gewinnt die Parlamentswahlen in Thailand.
- 06. Januar: Ariel Scharon wird zum neuen Ministerpräsidenten von Israel gewählt.
- 06. Januar: US-Vizepräsident Al Gore gibt als Vorsitzender des US-Senates das Ergebnis der Wahl zum US-Präsidenten bekannt: George W. Bush erhielt 271 Stimmen, Al Gore selbst 266. Ein demokratischer Wahlmann stimmte nicht für Gore.
- 07. Januar: John Agyekum Kufuor wird Staatspräsident von Ghana.
- 14. Januar: Jorge Sampaio wird als Staatspräsident in Portugal in seinem Amt bestätigt.
- 15. Januar: Die Englischsprachige Wikipedia wird gegründet.
- 17. Januar: Kaliforniens Gouverneur Gray Davis erklärt wegen der Elektrizitätskrise den Ausnahmezustand im größten US-Bundesstaat.
- 20. Januar: Gloria Macapagal-Arroyo wird Staatspräsidentin auf den Philippinen.
- 20. Januar: George W. Bush wird zum neuen Präsidenten der USA vereidigt.
- 25. Januar: Armenien wird in den Europarat aufgenommen.
- 25. Januar: Aserbaidschan wird in den Europarat aufgenommen.
- 26. Januar: Demokratische Republik Kongo. Joseph Kabila wird Staatspräsident.

#### Februar
- 02. Februar: José Maria Neves wird Premierminister von Kap Verde.
- 07. Februar: Ariel Scharon wird Ministerpräsident von Israel.
- 16. Februar: US-amerikanische und britische Kampfflugzeuge bombardieren Ziele nahe Bagdad, da der Irak gegen das Flugverbot verstoßen habe.
- 16. Februar: Bei einem Anschlag auf einen serbischen Bus im Kosovo kommen zwölf Menschen ums Leben.
- 20. Februar: Erste Kommunalwahlen im Jemen
- 25. Februar: Pedro Pires wird Staatspräsident vom Kap Verde.
- 25. Februar: Republik Moldau. Parlamentswahlen
- 26. Februar: Der Vertrag von Nizza, die Vorbereitung der Erweiterung der EU betreffend, wird unterzeichnet. Er tritt 2003 in Kraft.

#### März
- 04. März: In einer Volksabstimmung der Schweiz stimmen 76,8 % der Wahlbeteiligten gegen die Verfassungsinitiative Ja zu Europa und damit gegen EU-Beitrittsverhandlungen der Schweiz. Die Wahlbeteiligung lag bei 55,8 %.
- 07. März: Dileita Mohamed Dileita wird Premierminister in Dschibuti.
- 12. März: Die UNESCO bestätigt, dass Taliban die beiden größten aus dem 5. Jahrhundert n. Chr. stammenden Buddha-Statuen der Welt, die Buddha-Statuen von Bamiyan in Afghanistan zerstört haben.
- 16. März: Der Streit zwischen Katar und Bahrein um die Hawar-Inseln wird beendet durch ein Urteil des Internationalen Gerichtshofs.
- 16. März: Die deutschsprachige Wikipedia wird gegründet.

Am 16. März wird die deutschsprachige Wikipedia gegründet.

- 27. März: Boungnang Vorachith wird Ministerpräsident von Laos.
- 31. März: Sturz des Staatspräsidenten Bernard Dowiyogo von Nauru durch Misstrauensvotum

#### April
- 04. April: Vladimir Voronin wird Staatspräsident der Republik Moldau.
- 04. April: Silvia Cartwright wird Generalgouverneurin (Staatsoberhaupt) von Neuseeland.
- 04. April: In Berlin wird von der deutschen Bundesregierung der Rat für Nachhaltige Entwicklung zur dauernden Beratung in Fragen der Nachhaltigkeit und der Nachhaltigkeitsstrategie eingesetzt.
- 15. April: Der Investitionsschutz- und Förderungsvertrag zwischen Deutschland und El Salvador tritt in Kraft.
- 21. April: Die Einfuhr bestimmter Hunderassen nach Deutschland wird im Gesetz zur Bekämpfung gefährlicher Hunde unter Strafandrohung verboten. Der Gesetzgeber reagiert damit auf vermehrte, teils tödliche, Angriffe von Kampfhunden auf Menschen.
- 28. April: Bei einem Hinterhalt verüben albanische Rebellen der paramilitärischen Organisation UÇK das Massaker von Vejce, wobei 8 mazedonische Spezialkräfte auf bestialischer Art und Weise ermordet wurden. Dieses Ereignis trug maßgeblich zur Eskalation des Mazedonien-Konflikts 2001 bei.
- 29. April: Parlamentswahlen in Senegal

#### Mai
- 08. Mai: Serbien und Montenegro wird Mitglied in der Weltbank.
- 13. Mai: Parlamentswahlen in Italien. Wahlsieg der Partei Forza Italia unter Silvio Berlusconi. Dieser wird Regierungschef.
- 13. Mai: Mazedonien. 6. Regierungsumbildung
- 22. Mai: Taliban erwägen, Hindus in Afghanistan zum Tragen einer Markierung zu verpflichten.
- 22. Mai: Die Innenminister der MEPA-Staaten unterzeichnen die „Gemeinsame Erklärung“, in der Organisation und Tätigkeiten der Mitteleuropäischen Polizeiakademie geregelt werden.
- 29. Mai: König Abdullah II. von Jordanien ist auf Staatsbesuch in Deutschland.

#### Juni
- 01. Juni: Interimsabkommen zwischen Mazedonien und der EU
- 01. Juni: Blutbad in Nepal. König Birendra und fast die ganze Familie werden durch den Sohn Birendras getötet, der sich anschließend selbst tötet.
- 01. Juni: Das Übereinkommen zum Schutz der Wale des Schwarzen Meeres, des Mittelmeeres und der angrenzenden Atlantischen Zonen (ACCOBAMS) tritt in Kraft.
- 04. Juni: Prinz Gyanendra Bir Bikram wird König von Nepal.
- 07. Juni: Bei den britischen Unterhauswahlen feiert die Labour Party bei einer geringen Wahlbeteiligung einen großen Wahlsieg. Tony Blair wird damit zum ersten Premierminister der Labour Party, der nach einer vollen Amtszeit im Amt bestätigt wird.
- 08. Juni: Iran. Wiederwahl von Mohammad Chatami zum Staatspräsidenten
- 15. Juni: Die deutsche Bundes-Stiftung „Erinnerung, Verantwortung und Zukunft“ beginnt mit der Zahlung finanzieller Entschädigungen für Zwangsarbeit in der Zeit des Nationalsozialismus.
- 15. und 16. Juni: In Göteborg findet ein Treffen des Europäischen Rats statt.
- 16. Juni: Berlins Regierender Bürgermeister Eberhard Diepgen wird durch ein Misstrauensvotum im Zusammenhang mit dem Berliner Bankenskandal gestürzt. Sein Nachfolger wird Klaus Wowereit.
- 17. Juni: Parlamentswahlen in Bulgarien
- 20. Juni: Pervez Musharraf wird Staatsoberhaupt in Pakistan.
- 20. Juni: Pakistan. Das Parlament wird aufgelöst.
- 21. Juni: Der Deutsche Bundestag beschließt als eine Folge früherer Pflegeskandale das Pflege-Qualitätssicherungsgesetz. Pflegeeinrichtungen werden darin unter anderem verpflichtet, ein Qualitätsmanagement aufzubauen und müssen sich Prüfungen zu Leistungs- und Qualitätsnachweisen stellen.
- 24. Juni: Ilir Meta wird Regierungschef in Albanien.
- 26. Juni: Bundeskanzler Gerhard Schröder besucht Laibach in Slowenien.
- 28. Juni: Rumänien erhält einen Beobachterstatus in der OECD.
- 28. Juni: Jugoslawien. Auslieferung von Ex-Präsident Slobodan Milošević an den Internationalen Strafgerichtshof

#### Juli
- 02. Juli: Nach der Kreil-Entscheidung des Europäischen Gerichtshofs beginnen die ersten Frauen bei der deutschen Bundeswehr mit einer Offizierslaufbahn.
- 06. Juli: Weitere Länder erhöhen bei einer Konferenz in Genf, Schweiz, die an Burundi durch Frankreich zugesagten 440 Mio. USD auf 830 Mio. USD
- 20.–22. Juli: In Genua findet der G8-Wirtschaftsgipfel statt. Er erlangt Bekanntheit aufgrund der Brutalität von Teilen der italienischen Polizei und der Demonstranten
- 23. Juli: Indonesien. Abdurrahman Wahid verliert sein Amt als Präsident. Frau Megawati Sukarnoputri wird neue Präsidentin
- 24. Juli: Bulgarien. Der ehemalige Zar Simeon II. wird zum Ministerpräsidenten gewählt
- 28. Juli: Alejandro Toledo Manrique wird Staatspräsident in Peru

#### August
- 05. August: Taliban schließen eine Shelter Now International Agentur in Afghanistan und nehmen 24 Mitarbeiter fest, da diese versucht hätten, Muslime zum Christentum zu missionieren. Diese Tätigkeit kann in Afghanistan mit dem Tode bestraft werden
- 06. August: Bolivien. Präsident Banzer tritt wegen schwerer Krankheit zurück
- 13. August: Mazedonier und Albaner schließen das Rahmenabkommen von Ohrid
- 14. August: Mexiko. Verfassungsänderung tritt in Kraft
- 27. August: Mazedonien. Beginn NATO-Operation „Essential Harvest“ (Waffeneinsammeln)
- 30. August: Wahlen für die verfassunggebende Versammlung in Osttimor

#### September
- 02. September: France-Albert René wird als Staatspräsident auf den Seychellen in seinem Amt bestätigt
- 10. September: Parlamentswahlen in Norwegen
- 11. September: Terroranschläge am 11. September 2001 in den USA auf das World Trade Center und das Pentagon in den USA fordern rund 3000 Todesopfer
- 15. September: Ein Amokläufer ermordet in Mesa, Arizona, den amerikanischen Unternehmer Balbir Singh Sodhi, weil er den bekennenden Sikh für einen Muslim hielt.
- 18. September: In den Vereinigten Staaten setzt mit dem Versand der ersten Briefe mit Milzbranderregern die Serie der Anthrax-Anschläge ein.
- 21. September: Arnold Rüütel wird Staatspräsident in Estland
- 23. September: Parlamentswahlen in Polen
- 24. September: Das Freihandelsabkommen zwischen Jordanien und USA tritt in Kraft
- 27. September: Beim Zuger Attentat werden 14 Politiker von Friedrich Leibacher mit einem Sportgewehr ermordet

#### Oktober
- 02. Oktober: Die Flotte der Swissair blieb auf dem Boden, da Swissair den laufenden Flugbetrieb nicht mehr finanzieren kann. Das durch Phoenix herbeigeführte sogenannte Grounding war eingetroffen und hatte die gesamte schweizerische Nation schockiert. Der Schaden des gesamten Groundings beträgt ca. 21 Millionen Franken.
- 04. Oktober: Mazedonien. Beginn NATO-Operation „Amber Fox“
- 07. Oktober: Als Reaktion auf die Anschläge vom 11. September beginnen die USA mit der Operation Enduring Freedom
- 11. Oktober: König Abdullah II. von Jordanien auf Staatsbesuch in Deutschland
- 15. Oktober: Japans Regierungschef Jun’ichirō Koizumi entschuldigt sich in Südkorea mit einer Kranzniederlegung für von Japanern verübte Gräuel während der Besetzung Koreas zwischen 1910 und 1945.
- 17. Oktober: Der israelische Tourismusminister Rechaw’am Ze’ewi stirbt bei einem Attentat. Es wird verübt von der Volksfront zur Befreiung Palästinas während der Zweiten Intifada.
- 19. Oktober: Parlamentswahlen in der Mongolei
- 19. Oktober: Kjell Magne Bondevik wird Ministerpräsident in Norwegen
- 19. Oktober: Leszek Miller wird Regierungschef in Polen
- 20. Oktober: Serbien und Montenegro wird Mitglied im IWF (Internationaler Währungsfonds)
- 29. Oktober: Das Stabilisierungs- und Assoziierungsabkommen zwischen Kroatien und der EU wird in Luxemburg unterzeichnet

#### November
- 03. November: Neuwahlen in Singapur
- 04. November: In Nordirland löst der Police Service of Northern Ireland die Royal Ulster Constabulary als Polizei ab.
- 05. November: Parlamentswahlen in Aserbaidschan
- 06. November: Der Milliardär Michael Bloomberg wird von den Wählern zum Nachfolger von Rudy Giuliani als Bürgermeister von New York City bestimmt.
- 10. November: Australien. Wahlen zum Repräsentantenhaus
- 24. November: Aserbaidschan. Murtuz Aleskerov wird zum Parlamentspräsident gewählt
- 25. November: Leonie Aviat wird von Papst Johannes Paul II. heiliggesprochen.
- 27. November: Beginn der Afghanistan-Konferenz „UN Talks on Afghanistan“ auf dem Petersberg bei Königswinter
- 30. November: Mazedonien. 7. Regierungsumbildung

#### Dezember
- 01. Dezember: Die Parlamentswahl in Taiwan endet mit Gewinnen der Demokratische Fortschrittspartei des im Vorjahr gewählten Präsidenten Chen Shui-bian.
- 02. Dezember: Volksabstimmung in der Schweiz über Abschaffung der Armee
- 05. Dezember: Die United National Front gewinnt die Parlamentswahl in Sri Lanka.
- 08. Dezember: Verabschiedung des „EU-Japan-Action-Plans“
- 11. Dezember: Die Volksrepublik China tritt der Welthandelsorganisation WTO bei.
- 13. Dezember: Auf das Indische Parlament in Neu-Delhi wird ein terroristischer Anschlag verübt, dem 14 Menschen einschließlich der Täter zum Opfer fallen.
- 14. Dezember: In Frankreich werden als erstem Land Euro-Starterkits im Nennwert von 15,25 Euro zum Preis von 100 Französischen Franc ausgegeben. Bezahlen kann man mit den Münzen jedoch erst ab dem 1. Januar 2002.
- 16. Dezember: Parlamentswahlen in Chile
- 16. Dezember: Präsidentschaftswahl in Madagaskar
- 17. Dezember: In Deutschland werden die Euro-Starterkits im Nennwert von 10,23 Euro zum Preis von 20,00 Deutsche Mark ausgegeben.
- 19. Dezember: In der Argentinien-Krise kommt es in Buenos Aires zum Gewaltausbruch bei von der Bevölkerung massiv unterstützten Cacerolazos gegen das Beschränken von Bargeldauszahlungen. Den Folgetag eingerechnet sterben dabei 28 Menschen. Die Regierung lässt im sogenannten Corralito maximal nur 250 Pesos pro Woche pro Konto abheben, um die Flucht in den US-Dollar einzuschränken.
- 19. Dezember: In der Mongolei werden im Ort Tosentsengel 1.085,7 Hektopascal Luftdruck gemessen, der weltweit bislang höchste Wert.
- 20. Dezember: Der Grundwehrdienst in der deutschen Bundeswehr wird vom Parlament von zehn auf neun Monate verkürzt.
- 22. Dezember: Der Deutsche Bundestag stimmt der Entsendung deutscher Streitkräfte zur Umsetzung der Resolution 1386 des UN-Sicherheitsrates mit großer Mehrheit zu. Die Truppenentsendung nach Afghanistan bedeutet den ersten außereuropäischen Kampfeinsatz für Bundeswehrangehörige.
- 22. Dezember: In Kabul wird Hamid Karsai zum Chef der Übergangsregierung ernannt
- 23. Dezember: Komoren. Annahme der neuen Verfassung durch Referendum
- 27. Dezember: Wahlen in Sambia
- 31. Dezember: Lettland. Die OSZE-Beobachtung wird beendet

### Wirtschaft
- 02. Januar: Die Volvo-Gruppe erwirbt die Nutzfahrzeugsparte von Renault. Es entsteht Europas größter Nutzfahrzeughersteller.
- 07. März: Algerien und Deutschland schließen ein Seeschifffahrtsabkommen.
- 18. März: Die Gewerkschaft Ver.di wird in Berlin gegründet.
- 29. März: Der Flughafen Incheon, Südkoreas größter Flughafen, wird eröffnet.
- 11. Juni: In der deutschen Atompolitik wird ein Wandel verbindlich. Die Bundesregierung und vier Betreibergesellschaften von Kernkraftwerken schließen die Übereinkunft zum Ausstieg aus der Kernenergie auf der Basis des Atomkonsenses vom 14. Juni 2000.
- 23. Juli: Übernahme der Dresdner Bank durch die Allianz AG
- 25. Juli: In Deutschland gibt es mit Ausnahme der Buchpreisbindung nunmehr keine staatlichen Einschränkungen für das Gewähren von Rabatt oder Naturalrabatt. Das seit 1933 geltende Rabattgesetz und die Zugabeverordnung sind aufgehoben.
- 14. September: Die im australischen Inlandsverkehr starke Fluggesellschaft Ansett Australia muss wegen geringerer Passagierzahlen nach den Terroranschlägen in den USA ihren Flugverkehr einstellen. Ihre Insolvenz ist die Folge.
- 17. September: Die Terroranschläge am 11. September 2001 führen zu einem schweren Einbruch der Börsenkurse im Land.
- 02. Oktober: Die Flugzeuge der Swissair bleiben am Boden, da Swissair den laufenden Flugbetrieb nicht mehr finanzieren kann.
- 04. Oktober: Die Chapf genannte Felsnase an der Straße über den Grimselpass wird gesprengt. Die bis dahin größte Sprengung der Schweizer Geschichte entfernt 150.000 Kubikmeter Gestein und bannt die Gefahr weiterer Felsstürze.
- 18. Oktober: Der kommerziell genutzte Erdbeobachtungssatellit QuickBird wird von der Vandenberg Air Force Base aus in den Orbit gestartet.
- 28. November: Der Energieversorger E.ON Bayern entsteht mit Sitz in Regensburg aus dem Zusammenschluss der regionalen Unternehmen Isar-Amperwerke, Energieversorgung Oberfranken, OBAG, Überlandwerk Unterfranken und dem Großkraftwerk Franken.
- Fusion der Walter Bau AG mit Dywidag

### Wissenschaft und Technik
- 09. Januar: Die Volksrepublik China startet in der Mission Shenzhou 2 ein Raumschiff in eine Erdumlaufbahn. Neben geplanten wissenschaftlichen Experimenten erfolgt ein Test der Lebenserhaltungssysteme des Raumschiffs durch drei im Inneren der Wiedereintrittskapsel untergebrachte Tiere.
- 12. Februar: Die US-amerikanische Raumsonde NEAR landet nach einem Jahr im Orbit um den Asteroiden Eros erfolgreich auf dessen Oberfläche
- 15. Februar: Im Rahmen des Humangenom-Projektes wird eine vorläufige Arbeitsversion des gesamten menschlichen Genoms vorgestellt
- 10. März: Die Free Software Foundation Europe wird gegründet
- 23. März: Nach 15 Jahren in der Umlaufbahn wird die Raumstation Mir gezielt zum Absturz gebracht und verglüht über dem Pazifik
- 28. April: 8. Mai: Dennis Tito, der erste Weltraumtourist der Raumfahrtgeschichte, absolviert seinen Raumflug zur Internationalen Raumstation ISS
- 21. Juni: Totale Sonnenfinsternis im südlichen Afrika
- 26. Juni: Der Grundstein für die Ukrainische Katholische Universität wird in Anwesenheit von Papst Johannes Paul II. in Lemberg gelegt.
- 15. August: Nach über 60 Jahren startet Zeppelin mit dem Zeppelin NT wieder den Passagierflugbetrieb
- 24. August: Auf dem Weg von Toronto nach Lissabon geht einem Airbus A330 auf dem Air-Transat-Flug 236 über dem Atlantik der Kraftstoff aus. Nach dem bislang längsten Gleitflug eines Strahlflugzeugs können die Piloten die Maschine mit 293 Passagieren und 13 Besatzungsmitgliedern an Bord auf der Azoreninsel Terceira notlanden.
- 09. Oktober: Die Suezkanal-Brücke über den Suezkanal wird vom ägyptischen Staatspräsidenten Husni Mubarak feierlich freigegeben.
- 22. Oktober: Der deutsche BIRD-Satellit wird in seine Umlaufbahn gebracht. Er kann auf der Erde Brände durch deren Infrarotstrahlung entdecken.
- 23. Oktober: Der iPod von Apple kommt auf den Markt.
- 25. Oktober: Microsoft veröffentlicht Windows XP als erstes Privatnutzersystem der NT-Reihe.
- 30. November: Der erste Mensch, dessen Herz vollständig durch ein Herzimplantat ausgetauscht wurde, stirbt am 152. Tag nach Einpflanzen des künstlichen Organs in einem Hospital in Louisville (Kentucky).
- 07. Dezember: Der Satellit TIMED wird zur Untersuchung der Dynamik der Erdatmosphäre von der kalifornischen Vandenberg Air Force Base aus mit einer Delta II-Trägerrakete gestartet.
- 14. Dezember: Ringförmige Sonnenfinsternis in Mittelamerika
- 22. Dezember: Die erste geklonte Katze kommt zur Welt
- Das Nationalpark-Zentrum in Molln wird eröffnet. Es ist der größte Holz-Atrium Bau Österreichs

### Gesellschaft
- 30. November: Der später verurteilte Serienmörder Gary Ridgway wird in den USA festgenommen, nachdem DNA-Spuren bei vier Opfern mit seiner Speichelprobe übereinstimmen. Dem Green River Killer sind letztlich 49 Menschen zum Opfer gefallen.
- 22. Dezember: Der Terrorist Richard Reid versucht, den American-Airlines-Flug 63 von Paris nach Miami mit 197 Menschen an Bord mit in seinen Schuhen verstecktem Plastiksprengstoff abstürzen zu lassen. Eine Flugbegleiterin bemerkt Reids Zündmanöver und verhindert das Attentat.
- Gründung des Nationalen Ethikrats Deutschlands
- Einführung des Weltmännertags
- Gesellschaft, Wirtschaft und Wissenschaft: Für das Jahr 2001 sind 125 bestätigte Fälle von BSE („Rinderwahn“) in Deutschland verzeichnet.

### Kultur
- 17. April: Gründung von Bookcrossing durch den Amerikaner Ron Hornbaker
- 23. Mai: Feierliche Eröffnung des Museums der Phantasie in Bernried
- 23. Mai: Feierliche Eröffnung der Hängenden Gärten der Bahai am Bahai-Weltzentrum in Haifa, Israel
- 22. Juni: Die Volxtheaterkarawane wird von der italienischen Polizei festgenommen.
- 22. November: Harry Potter und der Stein der Weisen startet in den deutschen Kinos
- 15. Dezember: Nach über elf Jahre dauernden Arbeiten zur Bauwerksicherung wird der Schiefe Turm von Pisa wieder für das Publikum zur Besteigung geöffnet
- Das Paul-Löbe-Haus wird eröffnet
- Erstmalige Vergabe des Kulturpreis Deutsche Sprache
- Erstmaliges Stattfinden des Bundeswettbewerbes Unsere Stadt blüht auf
- Das Buch Verschwende Deine Jugend, ein Doku-Roman über den deutschen Punk und New Wave, erscheint
- Das National Museum of Australia wird eröffnet.
- Das Museo de Arte Latinoamericano de Buenos Aires wird eröffnet.

### Musik
- 01. Januar: Das Hip-Hop Label Aggro Berlin wird gegründet.
- Mai: Das vierte Europäische Jugendchorfestival findet in Basel statt.
- Melanie Thornton stirbt bei einem Flugzeugabsturz.
- Audioslave wird von Chris Cornell und den Rage-Against-the-Machine-Mitgliedern gegründet.
- Tanel Padar & Dave Benton gewinnen am 12. Mai in Kopenhagen mit dem Lied Everybody für Estland die 46. Auflage des Eurovision Song Contest.
- Aaliyah stirbt bei einem Flugzeugabsturz, mit nur 22 Jahren.
- Brandy und Ray J landen einen weltweiten Top-5-Hit mit Another Day in Paradise.
- New Order veröffentlichen ihr erfolgreiches Comeback-Album Get Ready, den Nachfolger des 1993er-Albums Republic.

Siehe auch: Nummer-eins-Hits 2001 in  Australien, Belgien, Dänemark, Deutschland, Finnland, Frankreich, Griechenland, Irland, Italien, Japan, Kanada, Neuseeland, den Niederlanden, Norwegen, Österreich, Polen, Portugal, Rumänien, Schweden, der Schweiz, Singapur, Spanien, Ungarn, den Vereinigten Staaten und im Vereinigten Königreich.
Siehe auch: Kategorie:Musik 2001

### Religion
- 21. Februar: Der spätere Papst Franziskus und Karl Lehmann, Vorsitzender der deutschen Bischofskonferenz, werden ins Kardinalskollegium aufgenommen.

Siehe auch: Kategorie:Religion 2001

### Sport

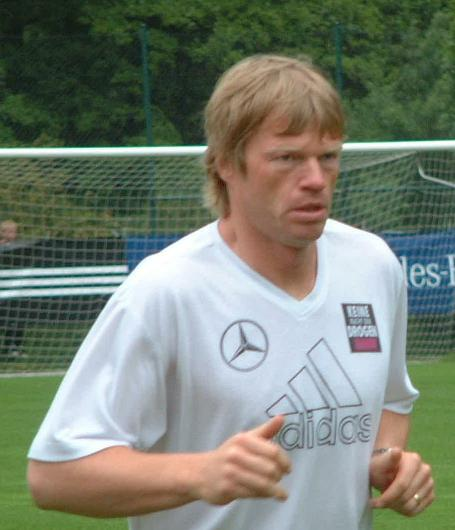
Oliver Kahn hielt im Champions-League-Finale drei Elfmeter.

Einträge von Leichtathletik-Weltrekorden siehe unter der jeweiligen Disziplin unter Leichtathletik.
- Eishockey-Weltmeister: Männer: Tschechien, Frauen: Kanada, U20-Junioren: Tschechien, U18-Junioren: Russland
- Tour-de-France-Sieger: Lance Armstrong
- Der SC Magdeburg wird als erster ostdeutscher Verein gesamtdeutscher Handballmeister.
- 21. Januar: Jutta Kleinschmidt gewinnt als erste Frau die Rallye Dakar
- 27. Januar: Vitali Klitschko gewinnt seinen Boxkampf gegen Orlin Norris in der Rudi-Sedlmayer-Halle, München, Deutschland, durch K. o.
- 25. Februar: Bei den Nordischen Skiweltmeisterschaften in Lahti erringt der für Spanien startende Johann Mühlegg die Goldmedaille im 50 km Freistil.
- 04. März bis 14. Oktober: Austragung der 52. Formel-1-Weltmeisterschaft
- 24. März: Wladimir Klitschko gewinnt seinen Boxkampf gegen Derrick Jefferson in der Rudi-Sedlmayer-Halle in München, Deutschland, durch technischen K. o.
- 06. April: Zum ersten Mal in der Geschichte der Bundesliga tritt eine Mannschaft (Energie Cottbus) ohne einen einzigen deutschen Spieler an.
- 08. April bis 3. November: Austragung der 53. FIM-Motorrad-Straßenweltmeisterschaft
- 11. April: Die australische Fußballmannschaft gewinnt ein offizielles FIFA-Fußballspiel gegen Amerikanisch-Samoa mit einem Rekordergebnis von 31:0.
- 22. April: Hasim Rahman gewinnt seinen Boxkampf und Weltmeistertitel im Schwergewicht gegen Lennox Lewis in Carnival City, Brakpan, Südafrika, durch K. o.
- 19.–26. Mai: Die VI. Arafura Games finden in Darwin, Australien, statt.
- 23. Mai: Der FC Bayern München gewinnt die UEFA Champions League 2000/01. Im Finale wird der FC Valencia mit 6:5 nach Elfmeterschießen besiegt.
- 23. Mai: Dem Franzosen Marco Siffredi gelingt als erstem Menschen eine Snowboard-Abfahrt vom Mount Everest.
- 23. Juni: Im Bremer Weserstadion beginnt der 22. Leichtathletik-Europacup (bis 24. Juni)
- 28. Juli: Bei den Schwimmweltmeisterschaften in Fukuoka erhält der Australier Ian Thorpe als erster Schwimmer bei Weltmeisterschaften sechs Goldmedaillen, drei in Einzelwettbewerben und drei als Staffelschwimmer.
- 4. August: Wladimir Klitschko gewinnt seinen Boxkampf gegen Charles Shufford, USA, in Mandalay Bay, Las Vegas, Nevada, USA, durch technischen K. o.
- 13. August: Die Arena AufSchalke wird in Gelsenkirchen eröffnet. Es ist das erste ohne öffentliche Gelder errichtete Stadion dieser Größenordnung, das der Verein FC Schalke 04 baut.
- 19. August: Michael Schumacher gewinnt seinen vierten Formel-1-Weltmeistertitel
- 17. November: Lennox Lewis gewinnt seinen Boxkampf und Weltmeistertitel im Schwergewicht gegen Hasim Rahman in Mandalay Bay, Las Vegas, Nevada, USA, durch K. o.
- 27. November: Bayern München gewinnt den Weltpokal 2001 gegen die Boca Juniors durch ein 1:0 n. V.
- 8. Dezember: Vitali Klitschko gewinnt seinen Boxkampf gegen Ross Puritty in der Arena Oberhausen, Oberhausen, Deutschland, durch technischen K. o.

### Katastrophen
- 13. Januar: Ein Erdbeben der Stärke 7,7 in El Salvador. 852 Tote.
- 26. Januar: Ein Erdbeben der Stärke 7,7 in Gujarat, Indien. ca. 20.000 Tote.
- 13. Februar: Ein Erdbeben der Stärke 6,6 in El Salvador. 315 Tote.
- 15. März: Auf der brasilianischen Bohrinsel Petrobras 36 kommt es zu schweren Explosionen. Fünf Tage später sinkt die Konstruktion.
- 24. Mai: Bei einer Hochzeitsveranstaltung in Jerusalem gibt der Fußboden eines Veranstaltungssaales nach und stürzt, samt den darauf befindlichen Gästen, vier Stockwerke in die Tiefe. 25 Menschen kommen ums Leben, 250 werden verletzt.
- 23. Juni: Ein Erdbeben der Stärke 8,4 nahe der Küste von Peru. 138 Tote.
- 04. Juli: Vladivostok-Avia-Flug 352: In Irkutsk stürzt eine Tupolew Tu-154 der Vladivostok Avia beim dritten Landeanflugversuch ab. Alle 145 Menschen an Bord sterben.
- 11. September: Terroranschläge am 11. September 2001: Am Morgen des 11. Septembers 2001 wird ein terroristischer Angriff durch Islamisten gleichzeitig in New York, Washington, D.C. und in der Nähe von Pittsburgh verübt. Vier Passagierjets werden gekapert, davon werden zwei in die Türme des World Trade Centers (WTC), welches daraufhin einstürzt, und eines in das Pentagon gesteuert. Das vierte Flugzeug stürzt ab, ohne sein Ziel zu erreichen. Insgesamt sterben etwa 3.000 Menschen bei den Anschlägen.
- 21. September: Toulouse, Frankreich. Durch eine Explosion in Toulouse werden bei einem Chemieunfall große Teile der Stadt beschädigt; 31 Menschen sterben, mehrere tausend werden verletzt.
- 08. Oktober: Flugunfall von Mailand-Linate, Italien. Eine MD-87, auf dem Weg nach Kopenhagen, Dänemark, kollidiert während des Starts mit einer deutschen Cessna, welche irrtümlich im starken Nebel die falsche Landebahn benutzt. Die Maschinen geraten sofort in Flammen. Alle 118 Personen an Bord sterben, ebenso vier Mitarbeiter des Bodenpersonals.
- 19. Oktober: Beim Untergang eines indonesischen Fischerbootes südlich von Java, das mit 397 Menschen übervoll besetzt ist, ertrinken 353 Personen in stürmischer See, 44 können gerettet werden. Die Passagiere wollten als irakische Flüchtlinge in Australien Asyl erhalten.
- 24. Oktober: Brandkatastrophe im Gotthardpass-Tunnel.
- 12. November: Ein Airbus A300, American-Airlines-Flug 587 nach Santo Domingo, Dominikanische Republik, stürzt in New York City, USA, weniger als drei Minuten nach dem Start vom John F. Kennedy International Airport in ein bewohntes Gebiet. Alle 260 Personen an Bord sowie fünf Anwohner sterben.
- 24. November: Flugzeugabsturz in Bassersdorf Schweiz des Crossair-Flug 3597 mit 24 Toten
- 29. Dezember: Das Vorführen von Feuerwerkskörpern führt in Lima zu einer Brandkatastrophe, die 282 Tote und 134 Verletzte verursacht.

## Geboren

### Januar
- 01. Januar: Kim Sindermann, deutsche Fußballspielerin
- 04. Januar: Maëlle Pistoia, französische Sängerin
- 04. Januar: Frederik Winther, dänischer Fußballspieler
- 05. Januar: Xavier Amaechi, englischer Fußballspieler
- 05. Januar: Anna Gandler, österreichische Biathletin
- 05. Januar: Ellis Simms, englischer Fußballspieler
- 05. Januar: Henry To'oTo'o, US-amerikanischer American-Football-Spieler
- 07. Januar: Dennis Foggia, italienischer Motorradrennfahrer
- 07. Januar: Živa Klemenčič, slowenische Biathletin
- 08. Januar: Lena Schilling, österreichische Klimaaktivistin und Autorin
- 09. Januar: Eric García, spanischer Fußballspieler
- 09. Januar: Rodrygo, brasilianischer Fußballspieler
- 11. Januar: Wiktor Zieliński, polnischer Poolbillardspieler
- 12. Januar: Marit Crajé, niederländische Handballspielerin
- 13. Januar: Saron Degineh, deutsche Schauspielerin
- 14. Januar: Valentin Paret-Peintre, französischer Radrennfahrer
- 14. Januar: Anssi Suhonen, finnischer Fußballspieler
- 14. Januar: Alexander Türk, deutscher Nachwuchsschauspieler
- 15. Januar: Alaa Bakir, jordanischer Fußballspieler
- 16. Januar: Maurice Ballerstedt, deutscher Radrennfahrer
- 17. Januar: Enzo Fernández, argentinischer Fußballspieler
- 18. Januar: Celine Rieder, deutsche Schwimmerin
- 18. Januar: Sebastian Priaulx, britischer Autorennfahrer
- 21. Januar: Jackson Brundage, US-amerikanischer Schauspieler
- 24. Januar: Jelena Vujičić, montenegrinische Skirennläuferin
- 25. Januar: Cassidy Gray, kanadische Skirennläuferin
- 26. Januar: Ai Ogura, japanischer Motorradrennfahrer
- 27. Januar: Anton Ivarsson, schwedischer Biathlet
- 28. Januar: Guillaume Furrer, Schweizer Fußballspieler
- 29. Januar: Arthur Chaves, brasilianischer Fußballspieler
- 29. Januar: Xavier Legette, US-amerikanischer American-Football-Spieler

### Februar
- 02. Februar: Carlos Rodríguez, spanischer Radrennfahrer
- 04. Februar: Cassiel Rousseau, australischer Wasserspringer
- 05. Februar: Oscar Schönfelder, deutscher Fußballspieler
- 07. Februar: Pedro De la Vega, argentinischer Fußballspieler
- 07. Februar: Shani Louk, deutsch-israelische Influencerin und Opfer des Hamas-Terrorismus († 2023)
- 10. Februar: Simon Mann, italienischer Autorennfahrer
- 12. Februar: Nicolò Fagioli, italienischer Fußballspieler
- 13. Februar: Jonáš Mareček, tschechischer Biathlet
- 14. Februar: Lok Yin Lee, Dartspieler aus Hongkong
- 14. Februar: Klaudia Pintér, ungarische Handballspielerin
- 15. Februar: Roman De Angelis, kanadischer Autorennfahrer
- 17. Februar: Samantha Macuga, US-amerikanische Skispringerin
- 18. Februar: Ayuka Kamoda, japanische Skispringerin
- 21. Februar: Isabella Acres, US-amerikanische Schauspielerin und Synchronsprecherin
- 22. Februar: Matteo Arnaldi, italienischer Tennisspieler
- 22. Februar: Abigail Strate, kanadische Skispringerin
- 23. Februar: Ross Graham, schottischer Fußballspieler
- 26. Februar: Jamie Leweling, deutscher Fußballspieler
- 27. Februar: Johann Ngounou Djayo, deutscher Fußballspieler
- 28. Februar: Matic Repnik, slowenischer Biathlet

### März
- 02. März: Harry Clarke, englischer Fußballspieler
- 02. März: Lea Meier, Schweizer Biathletin
- 02. März: Žak Mogel, slowenischer Skispringer
- 04. März: Charles Milesi, französischer Autorennfahrer
- 06. März: Manuel Alberg, deutscher Eishockeyspieler
- 06. März: Aryana Engineer, kanadische Kinderschauspielerin
- 06. März: Ross Tierney, irischer Fußballspieler
- 09. März: Dominik Keim, deutscher Handballspieler
- 09. März: Jeon So-mi, südkoreanische Popsängerin
- 09. März: Tabea Willemsen, deutsche Schauspielerin
- 14. März: Péter Beke, ungarischer Fußballspieler
- 16. März: Klara Andrijašević, kroatische Leichtathletin
- 19. März: Dean Campbell, schottischer Fußballspieler
- 23. März: Marcel Barinka, deutsch-tschechischer Eishockeyspieler
- 23. März: Andrea Piccolo, italienischer Radrennfahrer
- 25. März: Rafael Miroslaw, deutscher Schwimmer
- 25. März: Tuva Aas Stræte, norwegische Biathletin
- 28. März: Hannah Auchentaller, italienische Biathletin
- 30. März: Giovanni Franzoni, italienischer Skirennläufer

### April
- 03. April: Lars Dendoncker, belgischer Fußballspieler
- 04. April: Angelo Stiller, deutscher Fußballspieler
- 05. April: Can Bozdoğan, deutscher Fußballspieler
- 06. April: Michel Heßmann, deutscher Radrennfahrer
- 06. April: Oscar Piastri, australischer Automobilrennfahrer
- 06. April: Joshua Steiger, österreichischer Fußballspieler
- 09. April: Iossif Abramow, russischer Billardspieler
- 10. April: Ayman Azhil, marokkanisch-deutscher Fußballspieler
- 10. April: Vicente Besuijen, niederländischer Fußballspieler
- 10. April: Angelina Mango, italienische Sängerin
- 10. April: Lilou Wadoux, französische Autorennfahrerin
- 11. April: Zonovan Knight, US-amerikanischer American-Football-Spieler
- 12. April: Leon Dajaku, deutscher Fußballspieler
- 12. April: Anna Twardosz, polnische Skispringerin
- 13. April: Noah Katterbach, deutscher Fußballspieler
- 14. April: Yannick Rau, deutscher Schauspieler
- 15. April: Jordan Chiles, US-amerikanische Turnerin
- 18. April: Tessniem Kadiri, deutsche Moderatorin
- 18. April: Max Oehler, deutscher Handballspieler
- 18. April: Julius Tauriainen, finnischer Fußballspieler
- 20. April: Sandra Buliņa, lettische Biathletin
- 20. April: Sanita Buliņa, lettische Biathletin
- 21. April: Maria Quezada, US-amerikanische Schauspielerin
- 21. April: Erika Pykäläinen, finnische Skirennläuferin
- 21. April: Edoardo Zambanini, italienischer Radrennfahrer
- 23. April: Rio Setō, japanische Skispringerin
- 23. April: Aniya Wendel, deutsche Schauspielerin
- 26. April: Thiago Almada, argentinischer Fußballspieler
- 26. April: Alessio Martinelli, italienischer Radrennfahrer
- 26. April: Kévin Vauquelin, französischer Radrennfahrer
- 29. April: Lisa Hörhager, österreichische Skirennläuferin
- 29. April: JJ (bürgel. Johannes Pietsch), österreichischer Sänger

### Mai
- 01. Mai: Andreas Maier, Handballspieler
- 02. Mai: Paula Hartmann, deutsche Schauspielerin
- 03. Mai: Finn Hummel, deutscher Handballtorwart
- 06. Mai: Joshua Sturm, österreichischer Skirennläufer
- 08. Mai: Tim Akinola, nigerianisch-englischer Fußballspieler
- 08. Mai: Quinn Simmons, US-amerikanischer Radrennfahrer
- 10. Mai: Lucas Légeret, Schweizer Autorennfahrer
- 16. Mai: Katra Komar, slowenische Skispringerin
- 19. Mai: Selina Freitag, deutsche Skispringerin
- 21. Mai: Ingeborg Grünwald, österreichische Leichtathletin
- 23. Mai: Renārs Birkentāls, lettischer Biathlet
- 23. Mai: Martin Uldal, norwegischer Biathlet
- 24. Mai: Strahinja Pavlović, serbischer Fußballspieler
- 24. Mai: Louis Poznański, deutsch-polnischer Fußballspieler
- 28. Mai: Lovro Planko, slowenischer Biathlet
- 31. Mai: Iga Świątek, polnische Tennisspielerin

### Juni
- 01. Juni: Philipp Franck, deutscher Schauspieler
- 01. Juni: Rell Harwood, US-amerikanische Freestyle-Skierin
- 01. Juni: Anika Schwörer, Schweizer Volleyballspielerin
- 04. Juni: Frida Dokken, norwegische Biathletin
- 04. Juni: Philip Noah Schwarz, deutscher Nachwuchsschauspieler
- 05. Juni: Elia Zeni, italienischer Biathlet
- 07. Juni: Andreea Mezdrea, rumänische Biathletin
- 11. Juni: Marion Chevrier, französische Skirennläuferin
- 11. Juni: Nicholas Spinelli, italienischer Motorradrennfahrer
- 16. Juni: Victor Martins, französischer Automobilrennfahrer
- 16. Juni: Martin Nevland, norwegischer Biathlet
- 19. Juni: Momodou Bojang, gambischer Fußballspieler
- 24. Juni: Antonio Tiberi, italienischer Radrennfahrer
- 26. Juni: Iwan Litwinowitsch, belarussischer Trampolinturner
- 26. Juni: Benny Wizani, österreichischer Trampolinturner
- 28. Juni: Christina Födermayr, österreichische Freestyle-Skierin
- 29. Juni: Damien Levet, französischer Biathlet

### Juli
- 02. Juli: Abraham Attah, ghanaischer Schauspieler
- 06. Juli: Blagoj Todew, bulgarischer Biathlet
- 07. Juli: Nicolò Buratti, italienischer Radrennfahrer
- 09. Juli: Tom Edwards, australischer Motorradrennfahrer
- 10. Juli: Isabela Moner, US-amerikanische Schauspielerin
- 14. Juli: Marie Lamure, französische Skirennläuferin
- 14. Juli: Louis Uber, deutscher Telemarker
- 15. Juli: Kay Bruhnke, deutscher Basketballspieler
- 16. Juli: Konrad de la Fuente, US-amerikanisch-haitianischer Fußballspieler
- 17. Juli: Lennert Van Eetvelt, belgischer Radrennfahrer
- 18. Juli: Faride Alidou, deutsch-togoischer Fußballspieler
- 18. Juli: John Broda, deutscher Eishockeyspieler
- 18. Juli: Enzo Fittipaldi, brasilianischer Automobilrennfahrer
- 19. Juli: Alia Delia Eichinger, deutsche Freestyle-Skierin
- 19. Juli: Alexander Smoljar, russischer Automobilrennfahrer
- 20. Juli: Lydia Stemmler, deutsche Volleyballspielerin
- 22. Juli: Casper van Uden, niederländischer Radrennfahrer
- 23. Juli: Maximilian Großer, deutscher Fußballspieler
- 23. Juli: Christian Lundgaard, dänischer Automobilrennfahrer
- 24. Juli: Nadja Maier, deutsche Schauspielerin
- 25. Juli: Alena Pfanz, deutsche Schauspielerin
- 29. Juli: Tijl De Decker, belgischer Radrennfahrer († 2023)
- 31. Juli: Peter Skoronski, US-amerikanischer American-Football-Spieler

### August
- 01. August: Henri Uhlig, deutscher Radrennfahrer
- 02. August: Moa Boström Müssener, schwedische Skirennläuferin
- 06. August: Ty Simpkins, US-amerikanischer Schauspieler
- 07. August: Daiki Hashimoto, japanischer Turner
- 09. August: Jerneja Brecl, slowenische Skispringerin
- 11. August: Sanjin Pehlivanović, bosnisch-herzegowinischer Poolbillardspieler
- 13. August: Jonah Fabisch, deutsch-simbabwischer Fußballspieler
- 16. August: Cole Jensen, US-amerikanischer Schauspieler
- 16. August: Amadou Onana, belgisch-senegalesischer Fußballspieler
- 16. August: Jannik Sinner, italienischer Tennisspieler
- 17. August: Drew Justice, US-amerikanischer Schauspieler und Model
- 18. August: Alexander Steen Olsen, norwegischer Skirennläufer
- 21: August: Maxime Germain, US-amerikanischer Biathlet
- 21. August: Samuele Ricci, italienischer Fußballspieler
- 26. August: Hanna Staub, deutsche Skeletonfahrerin
- 28. August: Uladsislau Schopik, belarussischer Poolbillardspieler
- 29. August: Clarisse Brèche, französische Skirennläuferin

### September
- 01. September: Runar Hauge, norwegischer Fußballspieler
- 01. September: Daria Vivien Wolf, deutsche Schauspielerin und Sprecherin
- 03. September: Ulysse de Pauw, belgischer Autorennfahrer
- 03. September: Luke Hoß, deutscher Politiker (Die Linke)
- 04. September: Tenzing Norgay Trainor, US-amerikanischer Schauspieler und Synchronsprecher
- 07. September: Jason Dupasquier, schweizerischer Motorradrennfahrer († 2021)
- 11. September: Mackenzie Aladjem, US-amerikanische Schauspielerin
- 13. September: Sylvester Jasper, bulgarisch-englischer Fußballspieler
- 14. September: Maïa Schwinghammer, kanadische Freestyle-Skierin
- 18. September: Hunor Farkas, rumänischer Skispringer
- 19. September: Taylor Geare, US-amerikanische Schauspielerin
- 19. September: Filippo Macchi, italienischer Fechter
- 19. September: Jaroslawa Mahutschich, ukrainische Leichtathletin
- 19. September: Diant Ramaj, deutsch-kosovarischer Fußballspieler
- 20. September: Paul Sundheim, deutscher Schauspieler
- 22. September: Ayumu Iwasa, japanischer Automobilrennfahrer
- 23. September: Marco Rossi, österreichischer Eishockeyspieler
- 23. September: Nick Julius Schuck, deutscher Schauspieler
- 27. September: Anna Buter, niederländische Handballspielerin

### Oktober
- 03. Oktober: Liel Abada, israelischer Fußballspieler
- 10. Oktober: Julian Kania, deutscher Fußballspieler
- 11. Oktober: Daniel Maldini, italienischer Fußballspieler
- 12. Oktober: Raymond Ochoa, US-amerikanischer Schauspieler und Synchronsprecher
- 13. Oktober: Ruke Orhorhroro, nigerianisch-US-amerikanischer American-Football-Spieler
- 13. Oktober: Celestino Vietti, italienischer Motorradrennfahrer
- 17. Oktober: Noora Kaisa Keränen, finnische Biathletin
- 17. Oktober: Olav Kooij, niederländischer Radrennfahrer
- 18. Oktober: Li Tianma, chinesischer Freestyle-Skier
- 19. Oktober: Leighton Clarkson, englischer Fußballspieler
- 21. Oktober: Ashley Liao, US-amerikanische Schauspielerin
- 21. Oktober: Georg Steinhauser, deutscher Radrennfahrer
- 23. Oktober: David Schumacher, deutscher Automobilrennfahrer
- 25. Oktober: Elisabeth von Belgien, belgische Kronprinzessin
- 25. Oktober: Marita Kramer, österreichische Skispringerin und Nordische Kombiniererin
- 25. Oktober: Uros Vasic, Schweizer Fußballspieler
- 27. Oktober: Teilor Grubbs, US-amerikanische Schauspielerin
- 30. Oktober: Jaheem Toombs, US-amerikanischer Schauspieler

### November
- 02. November: Moisés Caicedo, ecuadorianischer Fußballspieler
- 03. November: Shayden Morris, englischer Fußballspieler
- 07. November: Tom Gamble, britischer Autorennfahrer
- 08. November: Einar Hedegart, norwegischer Biathlet
- 08. November: Dmytro Kotowskyj, ukrainischer Freestyle-Skier
- 08. November: Johannes Lamparter, österreichischer Nordischer Kombinierer
- 09. November: Luna Schaller, deutsche Schauspielerin
- 10. November: Krisztián Rabb, ungarischer Fechter
- 12. November: Raffey Cassidy, britische Schauspielerin
- 13. November: Francesco Cecon, italienischer Skispringer
- 14. November: Chloe Lang, US-amerikanische Schauspielerin und Tänzerin
- 15. November: Jeremy Alcoba, spanischer Motorradrennfahrer
- 16. November: Mialitiana Clerc, madagassich-französische Skirennläuferin
- 18. November:  Jan Olschowsky, deutscher Fußballtorhüter
- 22. November: Kamila Karpiel, polnische Skispringerin
- 23. November: Mateusz Żukowski, polnischer Fußballspieler
- 24. November: Syarifuddin Azman, malaysischer Motorradrennfahrer
- 26. November: Pauline Brünger, deutsche Klimaaktivistin
- 27. November: Mico Ahonen, finnischer Skispringer
- 27. November: Kevin Schade, deutscher Fußballer
- 29. November: Joel Sturm, deutscher Automobilrennfahrer
- November: Luna Jordan, deutsche Schauspielerin

### Dezember
- 01. Dezember: Alice Robinson, neuseeländische Skirennläuferin
- 01. Dezember: Dylan Tait, schottischer Fußballspieler
- 02. Dezember: Luis Foege, deutscher Handballspieler
- 04. Dezember: Nicolò Rovella, italienischer Fußballspieler
- 08. Dezember: Marouan Azarkan, niederländischer Fußballspieler
- 08. Dezember: Noa Pothoven, niederländische Aktivistin und Autorin († 2019)
- 09. Dezember: James Maxwell, schottischer Fußballspieler
- 11. Dezember: Armel Bella-Kotchap, deutscher Fußballspieler
- 12. Dezember: Eirin Maria Kvandal, norwegische Skispringerin
- 18. Dezember: Reece Devine, englischer Fußballspieler
- 18. Dezember: Billie Eilish, US-amerikanische Singer-Songwriterin
- 21. Dezember: Kaan Kurt, deutscher Fußballspieler
- 28. Dezember: Madison De La Garza, US-amerikanische Schauspielerin
- 31. Dezember: Magdalena Łuczak, polnische Skirennläuferin
- 31. Dezember: Lea Rothschopf, österreichische Biathletin

### Tag unbekannt
- Clara Apel, deutsche Schauspielerin
- Louise Sophie Arnold, deutsche Schauspielerin
- Mila Böhning, deutsche Schauspielerin
- Jean-Luc Caputo, deutscher Schauspieler
- Amira Demirkiran, deutsche Schauspielerin
- Fanny Fuhs, österreichische Schauspielerin und Kostümbildnerin
- Noah Kraus, deutscher Schauspieler
- Lucia Lampolia, deutsche Schauspielerin
- Clara Mayer, deutsche Klimaschutzaktivistin
- Zethphan Smith-Gneist, deutscher Schauspieler
- Lorna zu Solms, deutsche Schauspielerin
- Florina Tenelsen, deutsche Schauspielerin
- Anne Sophie Triesch, deutsche Schauspielerin
- Lieselotte Voß, deutsche Schauspielerin

## Gestorben
Dies ist eine Liste der bedeutendsten Persönlichkeiten, die 2001 verstorben sind. Für eine ausführlichere Liste siehe Nekrolog 2001.

### Januar
- 01. Januar: Ray Walston, US-amerikanischer Schauspieler (* 1914)
- 02. Januar: William P. Rogers, US-amerikanischer Außenminister (* 1913)
- 04. Januar: Alexandra Adler, Neurologin, Psychiaterin und Spezialistin für Gehirn-Traumata (* 1901)
- 04. Januar: Les Brown, US-amerikanischer Big-Band-Leader (* 1912)
- 04. Januar: Alfred Neumann, DDR-Politiker, Minister für Materialwirtschaft der DDR (* 1909)
- 04. Januar: Perry Schwartz, US-amerikanischer American-Football-Spieler (* 1915)
- 05. Januar: Gertrude Elizabeth Margaret Anscombe, britische Philosophin (* 1919)
- 09. Januar: Paul Vanden Boeynants, belgischer Ministerpräsident (* 1919)
- 10. Januar: Bryan Gregory, US-amerikanischer Musiker (* 1955)
- 10. Januar: Arnold Kempkens, deutscher Komponist und Dirigent (* 1923)
- 11. Januar: Louis Krages, deutscher Automobilrennfahrer und Geschäftsmann (* 1949)
- 12. Januar: Luiz Bonfá, brasilianischer Komponist und Gitarrist (* 1922)
- 12. Januar: William Hewlett, US-amerikanischer Industrieller, Gründer von Hewlett-Packard (* 1913)
- 12. Januar: Adhemar Ferreira da Silva, brasilianischer Leichtathlet (* 1927)
- 14. Januar: Karl Bednarik, österreichischer Maler und Schriftsteller (* 1915)
- 14. Januar: Burkhard Heim, deutscher Sprengstofftechniker, Physiker und Gelehrter (* 1925)
- 14. Januar: Vic Wilson, britischer Automobilrennfahrer (* 1931)
- 16. Januar: Laurent-Désiré Kabila, von 1997 bis 2001 Präsident der Demokratischen Republik Kongo (* 1939)
- 17. Januar: Gregory Corso, US-amerikanischer Dichter (* 1930)
- 17. Januar: Willy Daetwyler, Schweizer Automobilrennfahrer und Unternehmer (* 1919)
- 21. Januar: Sandy Baron, US-amerikanischer Film-, TV- und Bühnenschauspieler (* 1937)
- 21. Januar: Ludwig Engelhardt, deutscher Bildhauer (* 1924)
- 21. Januar: John Arthur Love, US-amerikanischer Politiker (* 1916)
- 23. Januar: Jack McDuff, US-amerikanischer Jazzorganist (* 1926)
- 24. Januar: Eduard Schütz, deutscher Theologe (* 1928)
- 24. Januar: Günther Ziessler, deutscher Schauspieler (* 1924)
- 26. Januar: Arnim André, deutscher Schauspieler und Synchronsprecher (* 1943)
- 26. Januar: Ingeborg Bingener, deutsche Autorin und Politikerin (Die Tierschutzpartei) (* 1922)
- 26. Januar: Robert Bouharde, französischer Autorennfahrer (* 1922)
- 27. Januar: André Prévost, kanadischer Komponist (* 1934)
- 28. Januar: Ivan Prasko, ukrainischer Bischof (* 1914)
- 29. Januar: Jean-Pierre Aumont, französischer Schauspieler und Drehbuchautor (* 1911)
- 29. Januar: Max Weiler, österreichischer Maler (* 1910)
- 30. Januar: Hartmut Reck, deutscher Filmschauspieler und Synchronsprecher (* 1932)
- 31. Januar: Evelyn Holt, deutsche Schauspielerin (* 1906)
- 31. Januar: Heinz Starke, deutscher Politiker (* 1911)

### Februar
- 04. Februar: J. J. Johnson, US-amerikanischer Jazz-Musiker (* 1924)
- 04. Februar: Ernie McCoy, US-amerikanischer Automobilrennfahrer (* 1921)
- 04. Februar: Tomás Rivera Morales, puerto-ricanischer Komponist, Cuatrospieler und Musikpädagoge (* 1927)
- 06. Februar: Joe Menke, deutscher Musikproduzent und Schlagerkomponist (* 1925)
- 06. Februar: Kurt Neuwald, Vorsitzender des Landesverbandes der Jüdischen Gemeinden in Westfalen-Lippe (* 1906)
- 07. Februar: Marianne Breslauer, deutsche Fotografin (* 1909)
- 07. Februar: Anne Morrow Lindbergh, Ehefrau, Copilotin und Navigatorin von Charles A. Lindbergh (* 1906)
- 08. Februar: Giuseppe Casoria, italienischer Kardinal (* 1908)
- 08. Februar: Tisa von der Schulenburg, deutsche Künstlerin und Ordensschwester (* 1903)
- 09. Februar: Herbert A. Simon, US-amerikanischer Sozialwissenschaftler, Nobelpreisträger für Wirtschaftswissenschaften (* 1916)
- 10. Februar: Abraham D. Beame, US-amerikanischer Politiker (* 1906)
- 11. Februar: Maurice Zermatten, Schweizer Schriftsteller (* 1910)

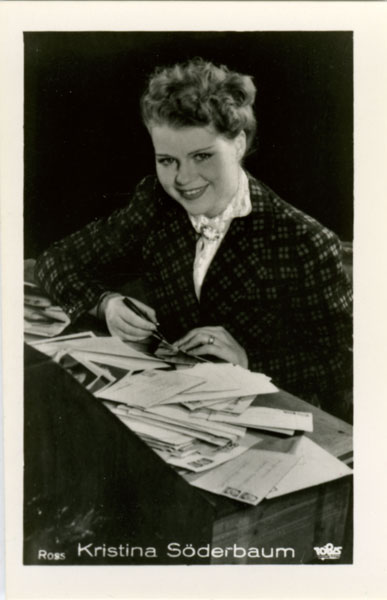
Kristina Söderbaum, 1937

- 12. Februar: Kristina Söderbaum, schwedische Schauspielerin (* 1912)
- 13. Februar: Manuela, deutsche Schlagersängerin (* 1943)
- 14. Februar: Ali Artuner, türkischer Fußballtorhüter (* 1944)
- 14. Februar: Richard Laymon, US-amerikanischer Schriftsteller (* 1947)
- 16. Februar: Helen Vita, deutsche Chansonniere, Schauspielerin und Kabarettistin (* 1928)
- 17. Februar: Richard Wurmbrand, rumänischer Theologe (* 1909)
- 18. Februar: Hermann Adler, deutscher Schriftsteller und Publizist (* 1911)
- 18. Februar: Balthus, polnisch-französischer Maler (* 1908)
- 18. Februar: Dale Earnhardt, US-amerikanischer Rennfahrer (* 1951)
- 19. Februar: Theophilus Beckford, jamaikanischer Pianist (* 1935)
- 19. Februar: Stanley Kramer, US-amerikanischer Regisseur und Filmproduzent (* 1913)
- 19. Februar: Charles Trenet, französischer Sänger, Komponist, Dichter und Maler (* 1913)
- 20. Februar: Karl Hasel, deutscher Forstwissenschaftler (* 1909)
- 21. Februar: José Alí Lebrún Moratinos, venezolanischer Erzbischof von Caracas und Kardinal (* 1919)
- 22. Februar: John Aloysius Fahey, US-amerikanischer Fingerstyle-Gitarrist und -Komponist, Musikwissenschaftler und Plattenlabel-Gründer (* 1939)
- 23. Februar: Sergio Mantovani, italienischer Automobilrennfahrer (* 1929)
- 24. Februar: Jörg K. Hoensch, deutscher Historiker (* 1935)
- 24. Februar: Claude Elwood Shannon, US-amerikanischer Mathematiker (* 1916)
- 25. Februar: Archie Randolph Ammons, US-amerikanischer Hochschullehrer und Dichter (* 1926)
- 25. Februar: Paul Huber, Schweizer Komponist (* 1918)
- 25. Februar: Sigurd Rascher, deutscher Saxophonist (* 1907)
- 26. Februar: Georg Brauer, deutscher Chemiker (* 1908)
- 26. Februar: Jale İnan, türkische Archäologin (* 1914)
- 26. Februar: Duke Nalon, US-amerikanischer Automobilrennfahrer (* 1913)
- 26. Februar: Hans Straden, deutscher Brigadegeneral († 1912)
- 26. Februar: Arturo Uslar Pietri, venezolanischer Schriftsteller, Diplomat und Politiker (* 1906)
- 27. Februar: Jean-Louis Ricci, französischer Automobilrennfahrer (* 1944)
- 000Februar: Max Mabillard, Schweizer Journalist (* 1945)

### März
- 04. März: Gerardo Barbero, argentinischer Schachspieler (* 1961)
- 04. März: James A. Rhodes, US-amerikanischer Politiker (* 1909)
- 08. März: Frances Marr Adaskin, kanadische Pianistin (* 1900)
- 08. März: Ninette de Valois, irische Tänzerin des klassischen Balletts und Gründerin des Royal Ballet (* 1898)
- 11. März: Tatjana Lietz, lettisch-deutsche Malerin, Sprach- und Kunstlehrerin (* 1916)
- 12. März: Charles Dobias, kanadischer Geiger (* 1914)
- 12. März: Robert Ludlum, US-amerikanischer Schriftsteller, Schauspieler und Produzent (* 1927)
- 16. März: Juliette Huot, kanadische Schauspielerin (* 1912)
- 18. März: Kurt Muthspiel, österreichischer Chorerzieher und Komponist (* 1931)
- 18. März: Bernd Rabe, deutscher Jazzmusiker (* 1927)
- 21. März: Barbara Cramer-Nauhaus, deutsche Anglistin und Übersetzerin (* 1927)
- 21. März: Heinrich Krebs, deutscher Richter am deutschen Bundessozialgericht (* 1910)
- 22. März: Sabiha Gökçen, erste türkische Pilotin und erste Kampfpilotin der Welt (* 1913)
- 22. März: William Hanna, US-amerikanischer Zeichentrickfilmer und Produzent (* 1910)
- 23. März: David McTaggart, kanadischer Greenpeace-Aktivist und Funktionär (* 1932)
- 24. März: Birgit Åkesson, schwedische Tänzerin, Choreographin, Tanzpädagogin und Tanzforscherin (* 1908)
- 25. März: Adam Berberich, deutscher Politiker (* 1914)
- 26. März: Fredy Reyna, venezolanischer Cuatrospieler und Musikpädagoge (* 1917)
- 26. März: Piotr Sobociński, polnischer Kameramann (* 1958)
- 27. März: Boris Wiktorowitsch Rauschenbach, sowjetischer Physiker (* 1915)
- 28. März: George Connor, US-amerikanischer Automobilrennfahrer (* 1906)
- 28. März: Friedrich-Wilhelm Heel, deutscher Brigadegeneral (* 1915)
- 28. März: Helge Ingstad, norwegischer Archäologe, Schriftsteller und Abenteurer (* 1899)
- 28. März: Friedrich Schiedel, deutscher Unternehmer und Mäzen (* 1913)
- 29. März: Edward Frederick Anderson, US-amerikanischer Botaniker (* 1931)
- 29. März: John Lewis, US-amerikanischer Jazz-Musiker (Pianist und Komponist) (* 1920)
- 29. März: Billy Sanders, britischer Sänger (* 1934)
- 31. März: Gillian Dobb, US-amerikanische Schauspielerin (* 1929)
- 31. März: Clifford Shull, US-amerikanischer Physiker (* 1915)
- 31. März: Rob Stolk, niederländischer Aktivist (* 1946)

### April
- 03. April: Martin Christoffel, Schweizer Schachspieler (* 1922)
- 05. April: Aldo Olivieri, italienischer Fußballspieler und -trainer (* 1910)
- 06. April: Mick Franke, deutscher Musiker (* 1955)
- 06. April: Jewgeni Malinin, russischer Dirigent, Musikpädagoge und Geiger (* 1930)
- 07. April: Beatrice Straight, US-amerikanische Schauspielerin (* 1914)
- 09. April: Emil Carlebach, deutscher Widerstandskämpfer in Buchenwald, MdL und Journalist (* 1914)
- 11. April: Joe Viola, US-amerikanischer Jazzmusiker (* 1920)
- 12. April: Harvey Ball, US-amerikanischer Erfinder des „Smileys“ (* 1921)
- 15. April: Joey Ramone, US-amerikanischer Sänger der Band Ramones (* 1951)
- 15. April: Alberto Rey, chilenischer Harfenist (* 1915)
- 16. April: Klaus Kindler, deutscher Schauspieler und Synchronsprecher (* 1930)
- 17. April: Vera Brühne, mutmaßliche deutsche Doppelmörderin (* 1910)
- 18. April: Billy Mitchell, US-amerikanischer Jazz-Saxophonist (* 1926)
- 19. April: Edith Picht-Axenfeld, deutsche Cembalistin (* 1914)
- 19. April: Meldrim Thomson, US-amerikanischer Politiker (* 1912)
- 20. April: Irène Joachim, französische Sopranistin (* 1913)
- 20. April: Giuseppe Sinopoli, italienischer Dirigent, Komponist, Mediziner und Archäologe (* 1946)
- 22. April: Ludvig Nielsen, norwegischer Komponist und Organist (* 1906)
- 22. April: Heiko Augustinus Oberman, niederländischer Kirchenhistoriker (* 1930)
- 23. April: Lennart Atterwall, schwedischer Leichtathlet (* 1911)
- 23. April: Albert Oeckl, deutscher Professor (* 1909)
- 23. April: Raymund Schmitt, deutscher Präsident des Bezirkstages von Unterfranken (* 1930)
- 23. April: Carl Zimmerer, deutscher Wirtschaftswissenschaftler (* 1926)
- 24. April: Paul Thieme, deutscher Indologe (* 1905)
- 25. April: Kow Nkensen Arkaah, ghanaischer Politiker (* 1927)
- 25. April: Michele Alboreto, italienischer Automobilrennfahrer (* 1956)
- 28. April: Marie Jahoda, österreichische Soziologin (* 1907)
- 28. April: Evelyn Künneke, deutsche Sängerin, Tänzerin und Schauspielerin (* 1921)
- 29. April: Andy Phillip, US-amerikanischer Basketballspieler (* 1922)
- 30. April: Andreas Kupfer, deutscher Fußballspieler (* 1914)

### Mai
- 02. Mai: Wolfgang Greese, deutscher Schauspieler (* 1926)
- 02. Mai: Heinz te Laake, deutscher Künstler der Malerei, Kinetik und Skulptur (* 1925)
- 03. Mai: Helmuth Herold, deutscher Interpret und Lehrmeister der Mundharmonika (* 1928)
- 03. Mai: Billy Higgins, US-amerikanischer Jazz-Schlagzeuger (* 1936)
- 04. Mai: Rudi Strahl, deutscher Dramatiker, Erzähler und Lyriker (* 1931)
- 05. Mai: Boozoo Chavis, US-amerikanischer Musiker (* 1930)
- 05. Mai: Bill Homeier, US-amerikanischer Automobilrennfahrer (* 1918)
- 06. Mai: Alfred Hartmann, deutscher Motorrad- und Automobilrennfahrer, Motortuner sowie Unternehmer (* 1910)
- 07. Mai: Elisabeth Reichelt, deutsche Kammersängerin und Koloratursopranistin (* 1910)
- 09. Mai: Heinz Bethge, deutscher Physiker (* 1919)
- 09. Mai: Johannes Poethen, deutscher Schriftsteller (* 1928)
- 09. Mai: Nikos Sampson, zypriotischer Politiker, Präsident der Republik Zypern (* 1935)
- 10. Mai: Werner Schuster, deutscher Politiker (* 1939)
- 10. Mai: Kurt Ziesel, österreichischer Journalist (* 1911)

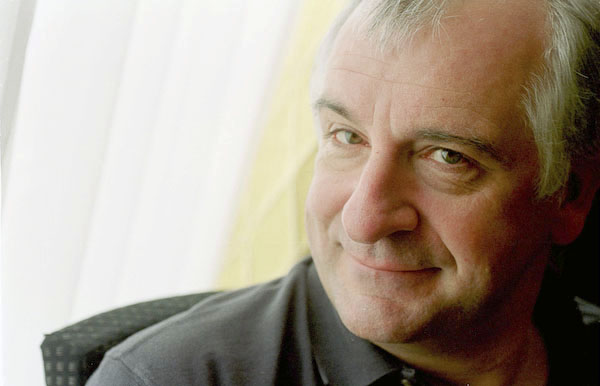
Douglas Adams, Photographie von Michael Hughes

- 11. Mai: Douglas Adams, englischer Schriftsteller (* 1952)
- 11. Mai: Klaus Schlesinger, deutscher Schriftsteller und Journalist (* 1937)
- 12. Mai: Perry Como, US-amerikanischer Sänger (* 1912)
- 12. Mai: Alexei Andrejewitsch Tupolew, russischer Flugzeugkonstrukteur (* 1925)
- 13. Mai: Rogelio Martínez Díaz, kubanischer Gitarrist und Sänger und Bandleader (* 1905)
- 13. Mai: Jason Anthony Miller, US-amerikanischer Schauspieler und Dramatiker (* 1939)
- 14. Mai: Mortimer Morris-Goodall, britischer Automobilrennfahrer (* 1907)
- 14. Mai: Ettore Puricelli, uruguayisch-italienischer Fußballspieler und -trainer (* 1916)
- 19. Mai: Eliza Hansen, deutsche Klavierpädagogin, Pianistin und Cembalistin (* 1909)
- 19. Mai: Hans Mayer, deutscher Literaturwissenschaftler, Jurist, Sozialforscher, Kritiker (* 1907)
- 23. Mai: Harald Bergström, schwedischer Mathematiker (* 1908)
- 23. Mai: Arno Mohr, deutscher Grafiker und Maler (* 1910)
- 23. Mai: Juan Bruno Tarraza, kubanischer Pianist und Komponist (* 1912)
- 24. Mai: Wolfgang Kimmig, deutscher Prähistoriker (* 1910)
- 26. Mai: Johann Ludwig Atrops, deutscher Ingenieur (* 1921)
- 26. Mai: Vittorio Brambilla, italienischer Motorrad- und Automobilrennfahrer (* 1937)
- 26. Mai: Alberto Korda, kubanischer Fotograf (* 1928)
- 27. Mai: Gilles Lefebvre, kanadischer Geiger (* 1922)
- 28. Mai: Tony Ashton, britischer Rockmusiker (* 1946)
- 28. Mai: Francis Bebey, französischer Musiker und Schriftsteller kamerunischer Herkunft (* 1929)
- 28. Mai: Francisco Varela, chilenischer Biologe und Philosoph (* 1946)

### Juni

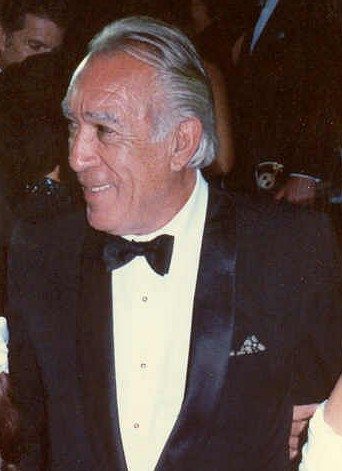
Anthony Quinn († 3. Juni)

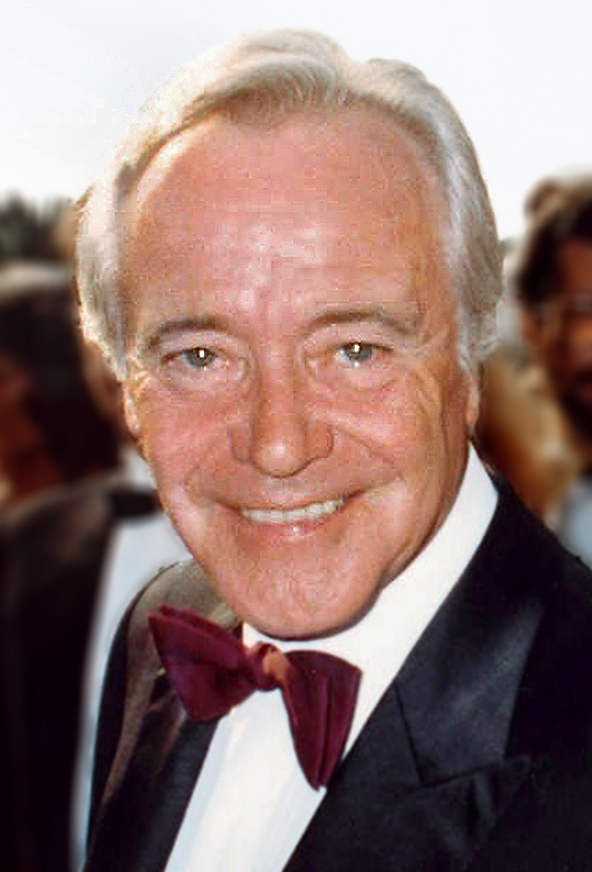
Jack Lemmon († 27. Juni)

- 01. Juni: Birendra, König von Nepal (* 1945)
- 03. Juni: Anthony Quinn, US-amerikanischer Filmschauspieler (* 1915)
- 03. Juni: Friedl Rinder, deutsche Schachspielerin (* 1905)
- 04. Juni: John Hartford, US-amerikanischer Songwriter (* 1937)
- 04. Juni: Felicitas Kukuck, deutsche Komponistin (* 1914)
- 06. Juni: Douglas Lilburn, neuseeländischer Komponist (* 1915)
- 06. Juni: Otto Heinrich Treumann, deutsch-niederländischer Grafiker (* 1919)
- 07. Juni: Víctor Paz Estenssoro, bolivianischer Politiker und viermaliger Präsident Boliviens (* 1907)
- 08. Juni: Eliza Branco, brasilianische Frauen- und Friedensaktivistin (* 1912)
- 11. Juni: Pierre Étienne Louis Eyt, französischer Erzbischof von Bordeaux und Kardinal (* 1934)
- 11. Juni: Timothy McVeigh, US-amerikanischer Terrorist (* 1968)
- 11. Juni: Amalia Mendoza, mexikanische Sängerin und Schauspielerin (* 1923)
- 12. Juni: Robert Hochner, österreichischer Journalist und Fernsehmoderator (* 1945)
- 13. Juni: Siegfried Naumann, schwedischer Komponist und Professor (* 1919)
- 13. Juni: Rajzel Zychlinski, jiddischsprachige Dichterin (* 1910)
- 14. Juni: Tibor Andrašovan, slowakischer Komponist und Dirigent (* 1917)
- 15. Juni: Julius Juzeliūnas, litauischer Komponist und Musikpädagoge (* 1916)
- 17. Juni: Thomas Joseph Winning, britischer Erzbischof von Glasgow und Kardinal (* 1925)
- 21. Juni: John Lee Hooker, US-amerikanischer Bluesmusiker (* 1917)
- 22. Juni: Luis Carniglia, argentinischer Fußballspieler und -trainer (* 1917)
- 24. Juni: Louis Klemantaski, britischer Automobilrennfahrer und Fotograf (* 1907)
- 25. Juni: Kurt Hoffmann, deutscher Filmregisseur (* 1910)
- 27. Juni: Tove Jansson, finnische Schriftstellerin (* 1914)
- 27. Juni: Jack Lemmon, US-amerikanischer Schauspieler (* 1925)
- 27. Juni: Udo Proksch, deutscher Geschäftsmann und Krimineller (* 1934)
- 27. Juni: Albert Viau, kanadischer Sänger, Komponist und Musikpädagoge (* 1910)
- 28. Juni: Mortimer Jerome Adler, US-amerikanischer Philosoph und Schriftsteller (* 1902)
- 28. Juni: Emil Bücherl, deutscher Wissenschaftler und Herzchirurg (* 1919)
- 28. Juni: Arno Reinfrank, deutscher Schriftsteller, Publizist und Übersetzer (* 1934)
- 28. Juni: Joan Sims, britische Schauspielerin (* 1930)
- 29. Juni: Silvio Angelo Pio Oddi, italienischer Kardinal (* 1910)
- 30. Juni: Stephen Ailes, US-amerikanischer Politiker (* 1912)
- 30. Juni: Chet Atkins, US-amerikanischer Country-Musiker und Schallplattenproduzent (* 1924)
- 30. Juni: Joe Henderson, US-amerikanischer Jazz-Musiker (Tenorsaxophonist) (* 1937)

### Juli
- 01. Juli: Nikolai Gennadijewitsch Bassow, russischer Physiker (* 1922)
- 01. Juli: Horst Ritter, deutscher Fußballspieler und Hornist (* 1925)
- 03. Juli: Mordecai Richler, kanadischer Schriftsteller (* 1931)
- 03. Juli: Johnny Russell, US-amerikanischer Country-Musiker und Songwriter (* 1940)
- 03. Juli: Paolo Silveri, italienischer Sänger (Bariton) und Musikpädagoge (* 1913)
- 05. Juli: Hélène de Beauvoir, französische Malerin (* 1910)
- 05. Juli: Ernie K-Doe, US-amerikanischer Sänger (* 1936)
- 05. Juli: Hannelore Kohl, Frau des deutschen Bundeskanzlers a. D. Helmut Kohl (* 1933)
- 05. Juli: Herbert Thomas King, deutscher Kommunalpolitiker und Oberbürgermeister (* 1920)
- 08. Juli: Ernst Baier, deutscher Eiskunstläufer (* 1905)
- 08. Juli: Christl Haas, österreichische Skirennläuferin (* 1943)
- 13. Juli: Willy Andergassen, italienischer Künstler (* 1922)
- 15. Juli: Marie-Brigitte Gauthier-Chaufour, französische Komponistin (* 1928)

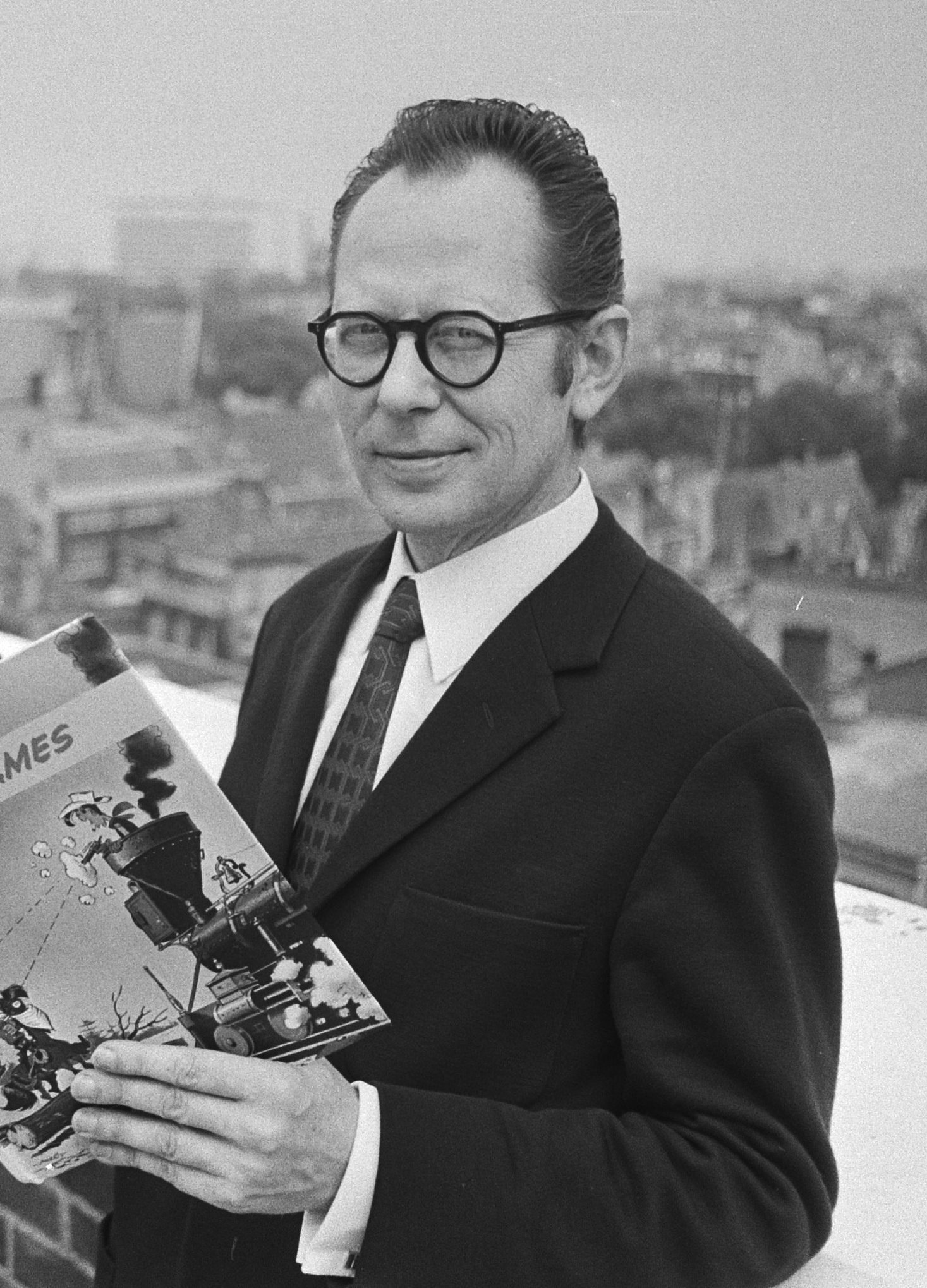
Morris (Maurice de Bevere), 1971

- 16. Juli: Morris, belgischer Comic-Zeichner und Autor (Lucky Luke) (* 1923)
- 16. Juli: Pierre Pidoux, Schweizer evangelischer Kirchenmusiker und Musikwissenschaftler (* 1905)
- 16. Juli: Beate Uhse, deutsche Pilotin und Gründerin des gleichnamigen Sex-Shops (* 1919)
- 18. Juli: Fabio Taglioni, italienischer Motorrad-Konstrukteur (* 1920)
- 20. Juli: Carlo Giuliani, italienischer Globalisierungsgegner (* 1978)
- 21. Juli: Steve Barton, US-amerikanischer Sänger (* 1954)
- 21. Juli: Oscar Cardozo Ocampo, argentinischer Arrangeur, Pianist und Komponist (* 1942)
- 21. Juli: Sivaji Ganesan, indischer Filmschauspieler  (* 1927)
- 21. Juli: Einar Schleef, deutscher Schriftsteller und Regisseur (* 1944)
- 22. Juli: Dioris Valladares, puerto-ricanischer Komponist, Arrangeur, Sänger, Bandleader, Gitarrist und Perkussionist (* 1916)
- 23. Juli: Eudora Welty, US-amerikanische Schriftstellerin und Fotografin (* 1909)
- 25. Juli: Phoolan Devi, indische Banditenkönigin und Politikerin (* 1963)

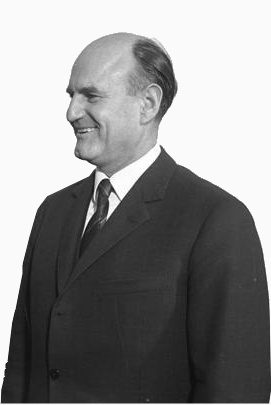
Josef Klaus.

- 25. Juli: Josef Klaus, österreichischer Politiker (* 1910)
- 26. Juli: Giuseppe Maria Sensi, italienischer Kardinal (* 1907)
- 26. Juli: Peter von Zahn, deutscher Hörfunk- und Fernsehjournalist (* 1913)
- 28. Juli: Johnny Bernero, US-amerikanischer Schlagzeuger (* 1931)
- 28. Juli: Yamada Fūtarō, japanischer Schriftsteller (* 1922)
- 29. Juli: Wau Holland, deutscher Journalist und Computer-Aktivist (Hacker) (* 1951)
- 30. Juli: Anton Schwarzkopf, deutscher Konstrukteur von Attraktionen und Achterbahnen (* 1924)
- 31. Juli: Poul Anderson, US-amerikanischer Science-Fiction-Autor (* 1926)
- 31. Juli: Francisco da Costa Gomes, portugiesischer Marschall und Präsident von Portugal (* 1914)
- 31. Juli: Friedrich Franz Herzog zu Mecklenburg, Oberhaupt des Hauses Mecklenburg-Schwerin (* 1910)

### August
- 01. August: Jay Chamberlain, US-amerikanischer Automobilrennfahrer (* 1925)
- 01. August: Wilhelm Ernst, deutscher Moraltheologe (* 1927)
- 01. August: Mario Perazzolo, italienischer Fußballspieler und -trainer (* 1911)
- 03. August: Hans Holt, österreichischer Schauspieler (* 1909)
- 03. August: Stefan Rachoń, polnischer Geiger und Dirigent (* 1906)
- 04. August: Claude Bloodgood, US-amerikanischer Mörder und Schachspieler (* 1937)
- 05. August: Ingo Braecklein, deutscher Bischof der evangelischen Landeskirche von Thüringen (* 1906)
- 05. August: Bahne Rabe, deutscher Ruderer (* 1963)
- 06. August: Jorge Amado, brasilianischer Autor (* 1912)
- 06. August: Robert Dunham, amerikanischer Schauspieler (* 1931)
- 06. August: Wilhelm Mohnke, deutscher SS-Brigadeführer und Generalmajor der Waffen-SS (* 1911)
- 07. August: Larry Adler, US-amerikanischer Mundharmonikaspieler und Autor (* 1914)
- 09. August: Albino Milani, italienischer Motorradrennfahrer (* 1910)
- 09. August: Otti Pfeiffer, deutsche Lyrikerin sowie Kinder- und Jugendbuchautorin (* 1931)
- 10. August: Werner Pirchner, österreichischer Komponist (* 1940)
- 10. August: Otto Schulmeister, österreichischer Publizist, langjähriger Chefredakteur (* 1916)
- 12. August: Joachim Tzschaschel deutscher Brigadegeneral, Abteilungsleiter im Bundesnachrichtendienst (* 1917)
- 16. August: Götz von Houwald, deutscher Diplomat, Ethnologe und Historiker (* 1913)
- 16. August: Johannes Mischo, deutscher Parapsychologe (* 1930)
- 17. August: Hermann Steuri, Schweizer Bergführer und Skirennfahrer (* 1909)
- 18. August: Roland Cardon, belgischer Komponist und Professor (* 1929)
- 19. August: Donald Woods, südafrikanischer Jurist und Journalist (* 1933)
- 20. August: Fred Hoyle, britischer Astronom, Mathematiker und Autor (* 1915)
- 22. August: Otto Borst, deutscher Historiker (* 1924)
- 22. August: Olaf Koch, deutscher Dirigent und Hochschullehrer (* 1932)
- 23. August: Kathleen Freeman, US-amerikanische Schauspielerin (* 1923)
- 24. August: Bernard Heuvelmans, belgisch-französischer Zoologe (* 1916)
- 24. August: Donald A. Prater, englischer Schriftsteller, Germanist und Diplomat (* 1918)
- 25. August: Aaliyah, US-amerikanische Rhythm-and-Blues-Sängerin (* 1979)
- 25. August: Ken Tyrrell, britischer Rennfahrer und Gründer des Tyrrell-Formel-1-Teams (* 1924)
- 26. August: Marita Petersen erste weibliche Regierungschefin der Färöer (* 1940)
- 27. August: Witold Krzemieński, polnischer Komponist, Dirigent und Musikpädagoge (* 1909)
- 27. August: Abu Ali Mustafa, palästinensischer politischer Führer (* 1938)
- 27. August: Franz Nauber, deutscher Hornist (* 1911)
- 28. August: Remy A. Presas, philippinischer Kampfkunst-Trainer (* 1936)
- 30. August: Govan Mbeki, südafrikanischer Führer der Anti-Apartheidsbewegung (* 1910)

### September
- 01. September: Sylvester Austin, US-amerikanischer Tenorsaxophonist (* 1929)
- 01. September: Tomás Pujols Sanabia, dominikanischer Journalist und Rundfunksprecher (Geburtsdatum unbekannt)
- 02. September: Christiaan Barnard, südafrikanischer Mediziner (* 1922)
- 02. September: Lothar Dombrowski, deutscher Journalist und Moderator (* 1930)
- 02. September: Theo Gallehr, deutscher Hörspielautor, Filmemacher, Journalist, bildender Künstler und Hochschullehrer für Bildende Kunst (* 1929)
- 03. September: Ferruccio Amendola, italienischer Schauspieler und Synchronsprecher (* 1930)
- 03. September: Pauline Kael, US-amerikanische Filmkritikerin (* 1919)
- 03. September: Harry McKibbin, irischer Rugbyspieler und Funktionär (* 1915)
- 03. September: Thuy Trang, vietnamesisch-US-amerikanische Schauspielerin (* 1973)
- 05. September: Akinola Aguda, nigerianischer Jurist (* 1923)
- 06. September: Carl Crack, deutscher Technomusiker (* 1971)
- 07. September: Franz Muhri, österreichischer Politiker (* 1924)
- 09. September: Ahmad Schah Massoud, afghanischer Mujaheddin-Kämpfer (* 1953)
- 10. September: Alexei Suetin, russischer Schachspieler (* 1926)
- 11. September: Mohammed Atta, islamischer Terrorist (* 1968)
- 11. September: Charles Burlingame, Flugkapitän von American-Airlines-Flug 77 (* 1949)
- 11. September: Reinhard Kopps, deutscher NS-Geheimdienstagent und NS-Fluchthelfer (* 1914)
- 11. September: Daniel M. Lewin, US-amerikanischer Informatiker (* 1970)
- 11. September: John Ogonowski, Flugkapitän von American-Airlines-Flug 11 (* 1951)
- 11. September: Paul Zinsli, Schweizer Volkskundler und Sprachwissenschaftler (* 1906)
- 12. September: Rudolf Pörtner, deutscher Schriftsteller und Historiker (* 1912)
- 12. September: Horst Sannemüller, deutscher Violinist und Konzertmeister (* 1918)
- 13. September: Jaroslav Drobný, tschechoslowakischer Tennis- und Eishockeyspieler (* 1921)
- 13. September: Heinz Kuhrig, deutscher Minister für Land-, Forst- und Nahrungsgüterwirtschaft der DDR (* 1929)
- 13. September: Carl Malsch, deutscher Propst in Jerusalem, Hauptpastor in Hamburg (* 1916)
- 13. September: Dorothy McGuire, US-amerikanische Schauspielerin (* 1916)
- 13. September: Charles Regnier, deutscher Schauspieler (* 1914)
- 15. September: Herbert Burdenski, deutscher Fußballspieler und -trainer (* 1922)
- 15. September: Roland Leduc, kanadischer Cellist, Dirigent und Musikpädagoge (* 1907)
- 16. September: Samuel Z. Arkoff, US-amerikanischer Filmproduzent und Regisseur (* 1918)
- 20. September: Marcos Pérez Jiménez, Präsident von Venezuela (* 1914)
- 20. September: Gerd E. Schäfer, deutscher Schauspieler (* 1923)
- 20. September: Karl-Eduard von Schnitzler, deutscher Journalist und Fernsehmoderator (* 1918)
- 22. September: Isaac Stern, ukrainischer Violinist (* 1920)
- 23. September: Henryk Tomaszewski, polnischer Schauspieler und Pantomime (* 1919)
- 23. September: Bruno Wiefel, deutscher Politiker und MdB (* 1924)
- 24. September: Herbert Klein, deutscher Schwimmer (* 1923)
- 25. September: Robert Floyd, US-amerikanischer Informatiker (* 1936)
- 27. September: Peter Bossard, Schweizer Politiker und Unternehmer (* 1938)
- 27. September: Monika Hutter, Schweizer Politikerin (* 1949)
- 27. September: Jean-Paul Flachsmann, Schweizer Politiker (* 1936)
- 27. September: Reno Nonsens, deutscher Satiriker und Theaterleiter (* 1919)
- 27. September: Philip Rosenthal, deutscher Unternehmer und Politiker (* 1916)
- 29. September: Georg Schuchter, österreichischer Schauspieler (* 1952)
- 29. September: Andrzej Szewczyk, polnischer Maler und Bildhauer (* 1950)
- 30. September: Gerhard Ebeling, Schweizer Theologe (* 1912)
- 30. September: Herbert Fenn, deutscher Rechtswissenschaftler, Tanzsportler und Sportfunktionär (* 1935)
- 30. September: Jenny Jugo, österreichische Schauspielerin (* 1904)
- 30. September: John Cunningham Lilly, US-amerikanischer Neurophysiologe (* 1915)
- 30. September: Filippa Prinzessin zu Sayn-Wittgenstein-Sayn, deutsche Fotografin und Prinzessin (* 1980)

### Oktober
- 02. Oktober: Manny Albam, dominikanischer Jazz-Baritonsaxophonist und Arrangeur (* 1922)
- 04. Oktober: Les „Carrot Top“ Anderson, US-amerikanischer Country-Musiker (* 1921)
- 05. Oktober: Mike Mansfield, US-amerikanischer Politiker (* 1903)
- 05. Oktober: Emilie Schindler, Ehefrau von Oskar Schindler (* 1907)
- 06. Oktober: Alfred Jensch, deutscher Chefkonstrukteur bei Carl Zeiss in Jena (* 1912)
- 07. Oktober: Christopher Adams, englischer Wrestler und Judoka (* 1955)
- 09. Oktober: Herbert Ross, US-amerikanischer Choreograph und Filmregisseur (* 1927)
- 10. Oktober: Luis Antonio García Navarro, spanischer Dirigent (* 1941)
- 10. Oktober: Joachim von Zedtwitz, österreichischer Arzt und Gerechter unter den Völkern (* 1910)
- 12. Oktober: Witold Szalonek, polnischer Komponist (* 1927)
- 13. Oktober: Jean Daninos, französischer Automobilkonstrukteur und Unternehmer (* 1906)
- 14. Oktober: David Lewis, US-amerikanischer Philosoph (* 1941)
- 15. Oktober: Jean Laurent, belgischer Violinist und Musikpädagoge (* 1909)
- 17. Oktober: Araquem de Melo, brasilianischer Fußballspieler (* 1944)
- 18. Oktober: Micheline Ostermeyer, französische Leichtathletin und Pianistin (* 1922)
- 18. Oktober: Maurice Solway, kanadischer Geiger, Komponist und Musikpädagoge (* 1906)
- 20. Oktober: Philippe Agostini, französischer Kameramann (* 1910)
- 21. Oktober: Heinz Bremer, deutscher Naturschützer, Biologe und Hochschullehrer (* 1931)
- 21. Oktober: Anna Maria Jokl, österreichisch-israelische Schriftstellerin (* 1911)
- 21. Oktober: Robert Winley, US-amerikanischer Schauspieler (* 1952)
- 22. Oktober: Cliff Adams, britischer Orchesterleiter, Sänger und Radiomoderator (* 1923)
- 22. Oktober: Helmut Krackowizer, österreichischer Wirtschaftswissenschaftler, Journalist, Motorradrennfahrer und Experte für Motorradgeschichte (* 1922)
- 23. Oktober: Ken Aston, britischer Fußballschiedsrichter (* 1915)
- 23. Oktober: Josh Kirby, britischer Zeichner und Künstler (* 1928)
- 23. Oktober: Ismat T. Kittani, irakischer Diplomat (* 1929)
- 23. Oktober: Gerd Mehl, deutscher Sportreporter (* 1922)
- 25. Oktober: Soraya Esfandiary Bakhtiari, zweite Ehefrau von Schah Mohammad Reza Pahlavi (* 1932)
- 26. Oktober: Waldemar Grube, deutscher Forstmann und Unternehmer (* 1915)
- 28. Oktober: Dietmar Kamper, deutscher Philosoph, Schriftsteller und Kultursoziologe (* 1936)
- 29. Oktober: Grigori Tschuchrai, sowjetischer Filmregisseur (* 1921)
- 30. Oktober: Marga Legal, deutsche Schauspielerin (* 1908)
- 30. Oktober: Matsudaira Yoritsune, japanischer Komponist (* 1907)
- 31. Oktober: Régine Cavagnoud, französische Skirennläuferin (* 1970)

### November

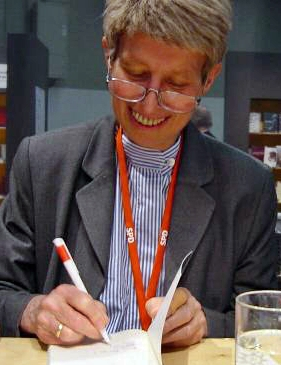
Regine Hildebrandt († 26. November)

- 01. November: Juan Bosch, dominikanischer Politiker, Staatschef und Schriftsteller (* 1909)
- 02. November: Thomas Schleicher, österreichischer Judoka (* 1972)
- 02. November: Buddy Starcher, US-amerikanischer Country-Musiker (* 1906)
- 03. November: William N. Weins, US-amerikanischer Maschinenbauingenieur, Metallurg und Hochschullehrer (* 1953)
- 05. November: Gholam Reza Azhari, iranischer General und Premierminister (* 1912)
- 05. November: Sawaki Kin’ichi, japanischer Schriftsteller (* 1919)
- 06. November: Erik Amburger, deutscher Osteuropahistoriker (* 1907)
- 06. November: Alfred Rieche, deutscher Chemiker (* 1902)
- 06. November: Anthony Shaffer, britischer Drehbuchautor (* 1926)
- 07. November: Sachiko Hidari, japanische Schauspielerin (* 1930)
- 08. November: Paolo Bertoli, Kurienkardinal (* 1908)
- 10. November: Carl-Gustav Esseen, schwedischer Mathematiker (* 1918)
- 10. November: Ken Kesey, US-amerikanischer Schriftsteller und Aktionskünstler (* 1935)
- 12. November: Tony Miles, britischer Schachmeister. (* 1955)
- 13. November: Lonzo Westphal, deutscher Musiker (* 1952)
- 14. November: Oliver Hasenfratz, deutscher Schauspieler (* 1966)
- 15. November: Bienvenido Bustamante López, dominikanischer Komponist und Klarinettist (* 1923)
- 16. November: Mohammed Atef, ägyptischer Terrorist (* 1944)
- 16. November: Tommy Flanagan, US-amerikanischer Jazzpianist (* 1930)
- 19. November: Lucien Vincent, französischer Automobilrennfahrer (* 1909)
- 21. November: Sultan Salahuddin Abdul Aziz, König von Malaysia (* 1926)

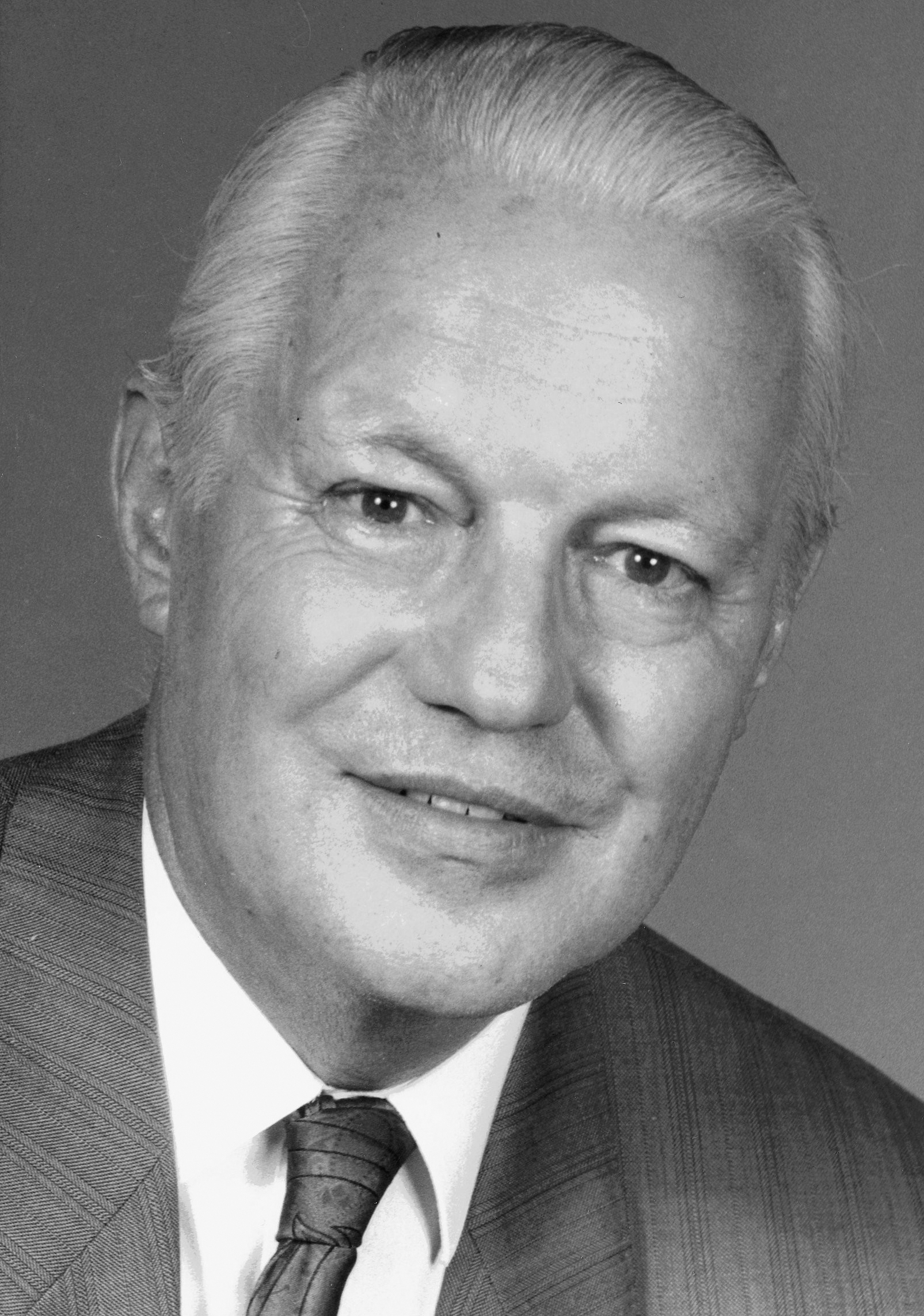
Gerhard Stoltenberg, 1978

- 23. November: Gerhard Stoltenberg, deutscher Politiker, Bundesminister (* 1928)
- 24. November: Robert Aulotte, französischer Romanist und Literaturwissenschaftler (* 1920)
- 24. November: Melanie Thornton, US-amerikanische Pop-Sängerin (* 1967)
- 25. November: Erna Steuri, Schweizer Skirennfahrerin (* 1917)
- 26. November: Regine Hildebrandt, deutsche Biologin und Politikerin (* 1941)
- 26. November: Werner-Viktor Toeffling, deutscher Maler und Bühnenbildner (* 1912)
- 26. November: Grete von Zieritz, österreichische Pianistin und Komponistin (* 1899)
- 27. November: Gordon Freeth, australischer Politiker (* 1914)
- 28. November: Hermann Barche, deutscher Politiker (* 1913)
- 29. November: Wiktor Petrowitsch Astafjew, russischer Schriftsteller (* 1924)
- 29. November: George Harrison, britischer Musiker (* 1943)
- 30. November: Bernd Hackländer, deutscher Hörspielautor (* 1950)
- 30. November: Michael Lentz, deutscher Drehbuchautor, Schauspieler und Regisseur (* 1926)

### Dezember

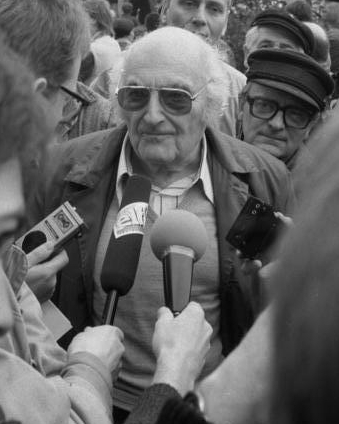
Stefan Heym († 16. Dezember)

- 03. Dezember: Grady Martin, US-amerikanischer Gitarrist (* 1929)
- 03. Dezember: Wolfgang Sand, deutscher Brigadegeneral, Unterabteilungsleiter im Bundesnachrichtendienst (* 1937)
- 03. Dezember: Horst Winter, deutsch-österreichischer Musiker (* 1914)
- 04. Dezember: Hans Schicker, deutscher Geigenbauer (* 1924)
- 05. Dezember: Anton Benya, österreichischer Elektromechaniker, Gewerkschafter und Politiker (* 1912)
- 06. Dezember: Alois Brügger, Schweizer Arzt (* 1920)
- 06. Dezember: Carla Hansen, dänische Schriftstellerin (* 1906)
- 07. Dezember: Marie-Thérèse Chailley, französische Bratschistin und Musikpädagogin (* 1921)
- 09. Dezember: Willi Erzgräber, deutscher Anglist (* 1926)
- 11. Dezember: Herbert Lichtenfeld, deutscher Fernsehautor (* 1927)
- 12. Dezember: Armando T. Hunziker, argentinischer Botaniker (* 1919)
- 13. Dezember: Elsbeth Plehn, deutsche Sängerin, Gesangspädagogin und Hochschullehrerin (* 1922)
- 13. Dezember: Chuck Schuldiner, US-amerikanischer Gitarrist und Sänger (* 1967)
- 14. Dezember: Elisabeth Augustin, deutsch-niederländische Schriftstellerin (* 1903)
- 14. Dezember: W. G. Sebald, deutscher Schriftsteller (* 1944)
- 15. Dezember: Rufus Thomas, US-amerikanischer Blues-Musiker (* 1917)
- 16. Dezember: Stuart Adamson, schottischer Musiker (* 1958)
- 16. Dezember: Stefan Heym, deutscher Schriftsteller (* 1913)
- 16. Dezember: Christian Loidl, deutscher Schriftsteller und Performer (* 1957)
- 17. Dezember: Jeanne Mandello, deutsche Fotografin und jüdische Emigrantin (* 1907)
- 18. Dezember: Gilbert Bécaud, französischer Chansonnier (* 1927)
- 18. Dezember: Marcel Mule, französischer Saxophonist und Komponist (* 1901)
- 20. Dezember: Hans-Joachim Haase, deutscher Uhrmacher, Augenoptiker und Erfinder (* 1915)
- 20. Dezember: Léopold Sédar Senghor, afrikanischer Dichter und Politiker (* 1906)
- 21. Dezember: Thomas Sebeok, US-amerikanischer Professor für Semiotik (* 1920)
- 22. Dezember: Grzegorz Ciechowski, polnischer Rockmusiker (* 1957)
- 23. Dezember: Jean-Jacques Archambault, kanadischer Elektrotechniker und Ingenieur (* 1919)
- 22. Dezember: Angèle Durand, belgische Sängerin und Schauspielerin (* 1925)
- 22. Dezember: Jan Kott, polnischer Theaterwissenschaftler und Übersetzer (* 1914)
- 24. Dezember: Harvey Martin, US-amerikanischer American-Football-Spieler (* 1950)
- 25. Dezember: Werner Achmann, deutscher Szenenbildner und Filmausstatter (* 1929)
- 25. Dezember: Alfred A. Tomatis, französischer HNO-Arzt, Entwickler der Audio-Psycho-Phonologie (APP) (* 1920)
- 29. Dezember: Florian Fricke, deutscher Elektronikmusik-Pionier (* 1944)
- 30. Dezember: Hans Hermsdorf, deutscher Politiker (* 1914)
- 30. Dezember: Ernst Leisi, Schweizer Anglistikprofessor und Autor (* 1918)
- 31. Dezember: Eileen Heckart, US-amerikanische Schauspielerin (* 1919)
- 31. Dezember: Kurt Nowak, deutscher Theologe und Kirchenhistoriker (* 1942)

### Tag unbekannt
- Herbert Pepper, französischer Musikethnologe und Komponist (* 1912)

## Wissenschaftspreise

### Nobelpreise
- Physik: Eric A. Cornell, Wolfgang Ketterle und Carl E. Wieman
- Chemie: William S. Knowles, Ryōji Noyori und K. Barry Sharpless
- Medizin: Leland H. Hartwell, Tim Hunt und Paul M. Nurse
- Literatur: V. S. Naipaul
- Friedensnobelpreis: Die UNO und ihr Generalsekretär Kofi Annan
- Wirtschaftswissenschaft: George A. Akerlof, Michael Spence und Joseph E. Stiglitz

### Turing Award
- Ole-Johan Dahl und Kristen Nygaard, für das Aufkommen der objektorientierten Programmierung fundamentale Ideen durch das Design der Simula-Programmiersprachen, die Konzepte wie Objekte, Klassen und Vererbung einführten.